# América Latina
A América Latina (em castelhano:  América Latina ou Latinoamérica; em francês:  Amérique latine) é uma região do continente americano que engloba os países onde são faladas, primordialmente, línguas românicas (derivadas do latim) — no caso, o espanhol, o português e o francês — visto que, historicamente, a região foi maioritariamente dominada pelos impérios coloniais europeus Espanhol e Português. A América Latina tem uma área de cerca de 21 069 501 km², o equivalente a cerca de 3,9% da superfície da Terra (ou 14,1% de sua superfície emersa terrestre). Em 2008, a sua população foi estimada em mais de 569 milhões de pessoas. Os países do restante do continente americano tiveram uma colonização majoritariamente realizada por povos europeus de cultura anglo-saxônica ou neerlandesa (ver América Anglo-Saxônica). Vale ressaltar algumas exceções, como Québec, que não é um país independente, mas uma província de maioria francófona que pertence ao Canadá; o estado da Luisiana, que também foi colonizado por franceses, mas pertence aos Estados Unidos e os estados do sudoeste estadunidense, que tiveram colonização espanhola.
A América Latina compreende a quase totalidade das Américas do Sul e Central: as exceções são os países sul-americanos da Guiana e do Suriname e a nação centro-americana de Belize e alguns países e territórios caribenhos como a Jamaica e Barbados, que são países de línguas germânicas. Também engloba alguns países da América Central Insular (países compostos de ilhas e arquipélagos banhados pelo Mar do Caribe), como Cuba, República Dominicana e Haiti. Da América do Norte, apenas o México é considerado como parte da América Latina. A região engloba 20 países: Argentina, Bolívia, Brasil, Chile, Colômbia, Costa Rica, Cuba, Equador, El Salvador, Guatemala, Haiti, Honduras, México, Nicarágua, Panamá, Paraguai, Peru, República Dominicana, Uruguai e Venezuela.
A expressão "América Latina" foi utilizada pela primeira vez em 1856 pelo filósofo chileno Francisco Bilbao e, no mesmo ano, pelo escritor colombiano José María Torres Caicedo; e aproveitada pelo imperador francês Napoleão III durante sua invasão francesa no México como forma de incluir a França — e excluir os anglo-saxões — entre os países com influência na América, citando também a Indochina como área de expansão da França na segunda metade do século XIX. Deve-se também observar que na mesma época foi criado o conceito de Europa Latina, que englobaria as regiões de predomínio de línguas românicas. Pesquisas sobre a origem da expressão conduzem, ainda, a Michel Chevalier, que mencionou o termo "América Latina" em 1836, durante uma missão diplomática feita aos Estados Unidos e ao México. Nos Estados Unidos, o termo não foi usado até o final do século XIX tornando-se comum para designar a região ao sul daquele país já no início do século XX. Ao final da Segunda Guerra Mundial, a criação da Comissão Econômica para a América Latina e o Caribe consolidou o uso da expressão como sinônimo dos países menos desenvolvidos dos continentes americanos, e tem, em consequência, um significado mais próximo da economia e dos assuntos sociais.
Convém observar que a Organização das Nações Unidas reconhece a existência de dois continentes: América do Sul e América do Norte, sendo que esta última se subdivide em Caribe, América Central e América do Norte propriamente dita, englobando México, Estados Unidos e Canadá, além das ilhas de São Pedro e Miquelão, Bermudas e a Groenlândia. As antigas colônias neerlandesas (e, atualmente, países constituintes do Reino dos Países Baixos) Curaçao, Aruba e São Martinho não são habitualmente consideradas partes da América Latina, embora sua língua mais falada seja o papiamento, língua de influência ibérica (embora não considerada latina).

## Etimologia
O termo foi utilizado pela primeira vez em 1856, numa conferência do filósofo chileno Francisco Bilbao e, no mesmo ano, pelo escritor colombiano José María Torres Caicedo em seu poema Las dos Américas ("As duas Américas", em português).
O termo "América Latina" foi usado pelo Império Francês de Napoleão III da França durante sua invasão francesa no México (1863-1867) como forma de incluir a França entre os países com influência na América e excluir os anglo-saxões. Desde sua aparição, o termo evoluiu para designar e compreender um conjunto de características culturais, étnicas, políticas, sociais e econômicas.

## História

### Primeiros povos

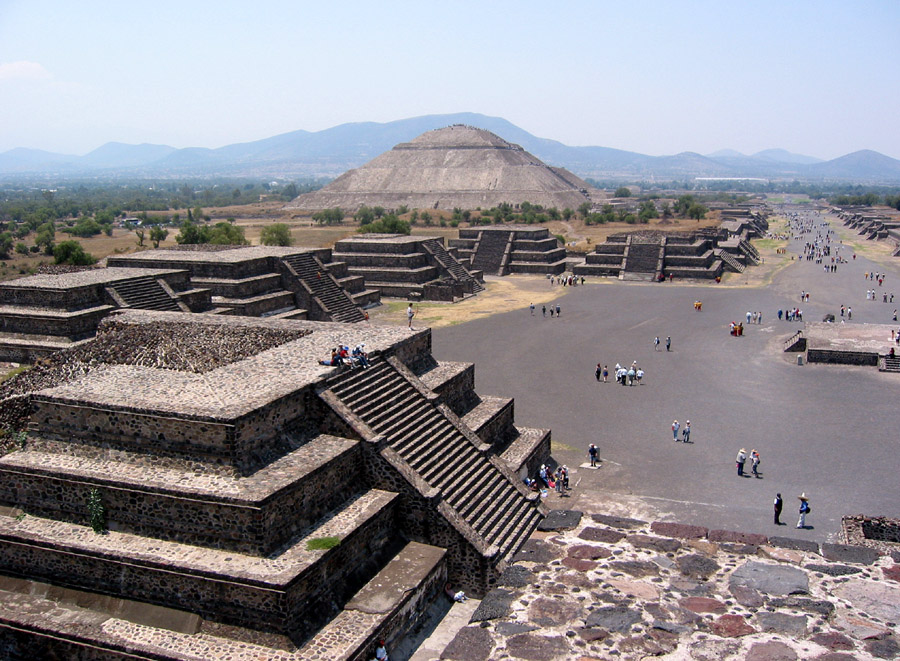
Teotihuacan, atual México, vista da via de entrada dos mortos a partir da pirâmide da Lua.

É provável que os primeiros povos vieram da Ásia para a América, cerca de 20 mil anos antes da chegada de Cristóvão Colombo ao hemisfério ocidental. Esses habitantes primitivos possivelmente vieram da Ásia para a América, passando por uma ponte feita de terra, na era glacial, ou atravessando de barco o Estreito de Bering, ou ainda passando de ilha por ilha pelas Aleutas. Dirigindo-se para o sul, se espalharam progressivamente pela América.
Esses habitantes de origem asiática, denominados, hoje, de índios americanos, ou ameríndios, vagueavam pela terra, perseguindo os animais para caçar e tirando os peixes da água. Depois de uma grande quantidade de gerações na América, novos modos de vida foram desenvolvidos por certas tribos. Em vez de vaguear, ergueram comunidades agrícolas. Foram os primeiros habitantes que plantaram cacau, milho, feijão, favas, batatas, abóbora e tabaco. Nas regiões em que ótimas colheitas foram conseguidas pelos agricultores que viviam tranquilamente, o crescimento populacional foi acelerado.
A cultura maia foi uma das mais antigas civilizações de alto desenvolvimento no ocidente. Teve início na América Central mais de cem anos antes do nascimento de Jesus Cristo. Por volta de 600 a.C., os maias criaram um calendário e um alfabeto de ideogramas. Tinham criado, também, estilos arquitetônicos, esculturais, e trabalhos metálicos. Tiveram uma boa estrutura de governo e conheciam muito bem astronomia e agricultura.
Durante a invasão espanhola da América Latina, no século XVI, três grandes civilizações ameríndias prosperavam ali: a maia, na América Central (a qual era influenciada pela tolteca, do México, a partir do século X d.C.); a asteca, no México, e a inca, no Equador, no Peru e na Bolívia.  Essas civilizações influenciaram fortemente o desenvolvimento das sociedades latino-americanas posteriores. O ouro e prata estavam presentes em suas minas, e isso fez com que os dominadores espanhóis conquistassem os povos indígenas com a maior rapidez possível.

### Exploração e colonização

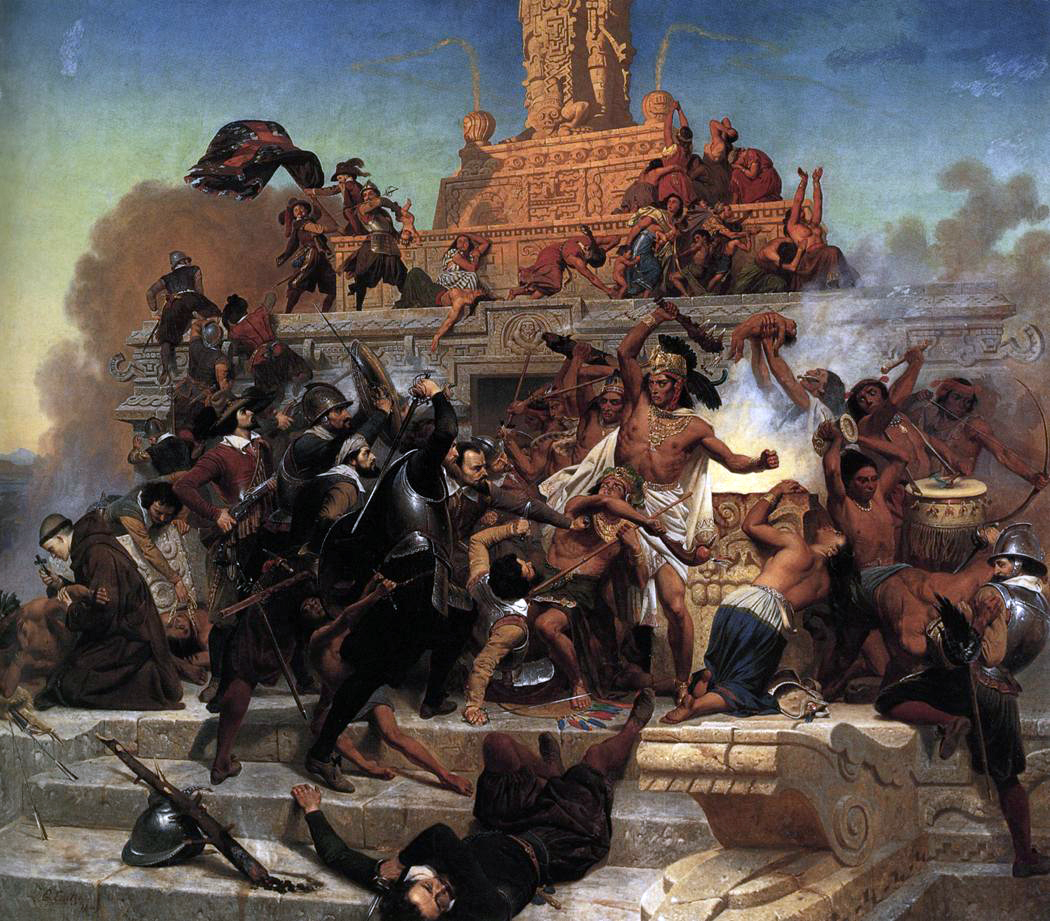
Em 1521, soldados espanhóis liderados por Hernán Cortés invadiram o Império Asteca e ocuparam e saquearam sua capital, Tenochtitlán (atual Cidade do México).

A Espanha reclamou para o seu império colonial da maioria do território latino-americana, logo após a chegada de Cristóvão Colombo a essa área, em 1492. Terras no hemisfério ocidental eram reivindicadas por Portugal. Em uma grande quantidade de vezes, ambos os países desejavam as mesmas terras. Para estes conflitos que fossem resolvidos, uma linha demarcadora foi traçada pelo papa Alexandre VI (1431-1503), em 1493. Essa linha imaginária, a qual percorria de norte a sul, ultrapassava mais de 400 km a oeste das ilhas dos Açores e de Cabo Verde. Os espanhóis e os portugueses exploravam uma diminuta porção do hemisfério ocidental. Estavam de acordo que a Coroa de Castela poderia ter o total das terras das terras a oeste desta linha e o Reino de Portugal o total das terras a leste. Esse acordo fazia referência somente a terras que não fossem governadas por um adepto do cristianismo.
Porém, os portugueses não gostaram da ideia da linha, por acreditar que a bula Inter cætera concedia à Coroa de Castela uma área territorialmente muito extensa. Em 1494, o Tratado de Tordesilhas, pela qual a linha era deslocada a mais de 1 500 km a oeste, foi assinado pelo Reino de Portugal e pela Coroa de Castela. Ao Reino de Portugal competia a parte leste do continente, pela qual, hoje, boa porção do território brasileiro é representada. As terras das Espanha localizavam-se a oeste, e estendiam-se entre a Vice-Reino da Nova Espanha, atuais regiões sudoeste, norte, centro e sul dos EUA, e o ponto mais ao sul da América do Sul, na Terra do Fogo.

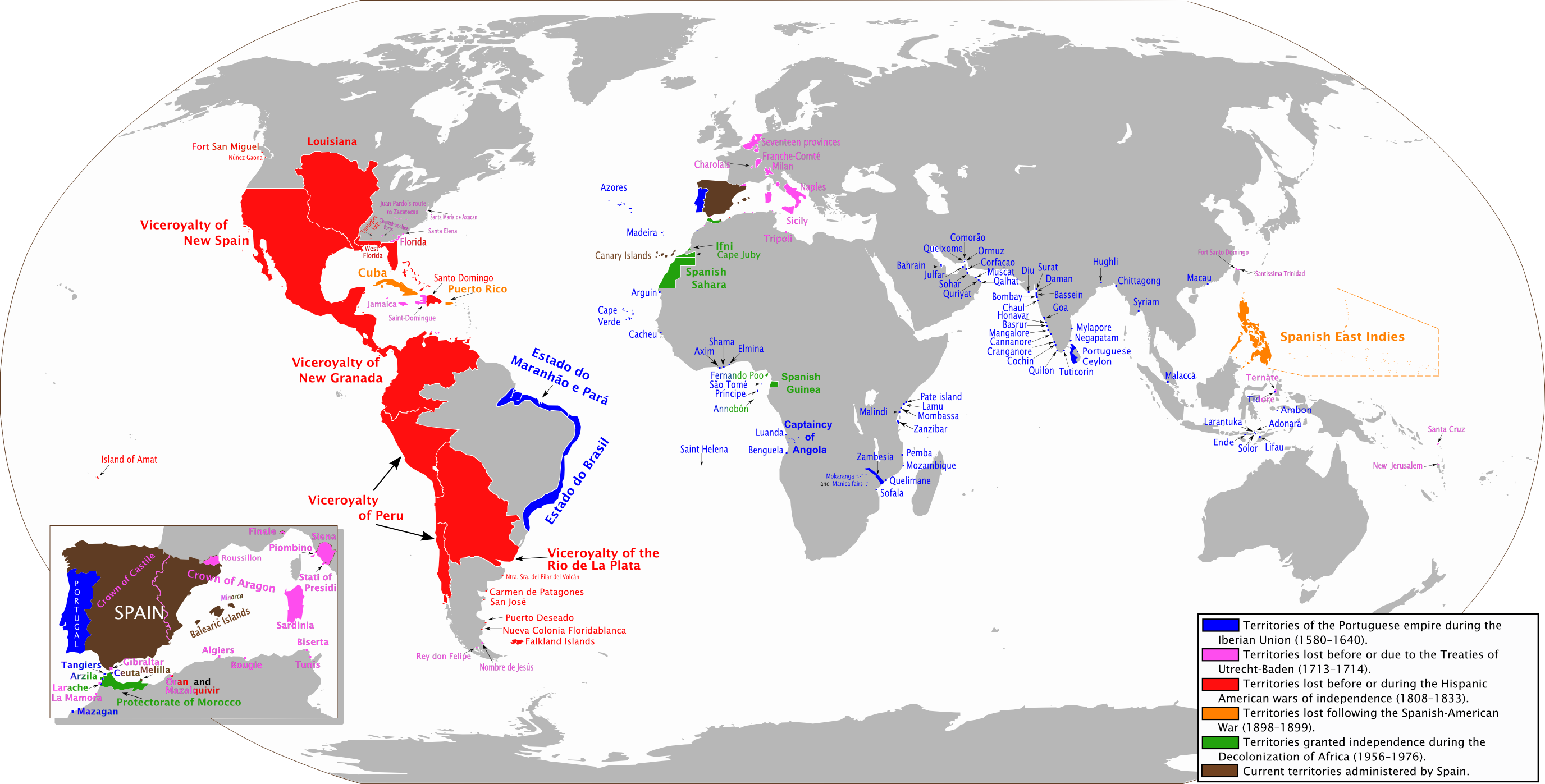
Mapa anacrônico que mostra as áreas que pertenciam ao Império Espanhol em algum momento durante um período de 400 anos. Para mais detalhes, veja o mapa.
Territórios do Império Português durante a União Ibérica(1581-1640)
Territórios perdidos antes ou devido aos Tratados de Utrecht-Baden (1713-1714)
Territórios perdidos antes ou devido à Independência da América Espanhola (1811-1828)
Territórios perdidos após a Guerra Hispano-Americana (1898-1899)

De 1492 até 1502, Cristóvão Colombo (1451-1506) viajou quatro vezes à América e criou uma grande variedade de colônias menores nas Antilhas. Pedro Álvares Cabral (1467-1520), navegador português, atingiu o litoral brasileiro em 1500. Cabral achou ter descoberto uma ilha e a reclamou para sua pátria. O navegador italiano Américo Vespúcio, que denominou a América, viajou em uma grande variedade de vezes entre 1497 e 1503, perante as bandeiras da Coroa de Castela e do Reino de Portugal. Os litorais brasileiro, uruguaio e argentino foram explorados por Vespúcio, além da exploração de quase o total do litoral argentino por Fernão de Magalhães, em 1520.
Nos primeiros anos do século XVI, os conquistadores dentre os quais eram encontrados Hernán Cortés (1485-1547) e Francisco Pizarro (1478?-1541), auxiliaram na consolidação do domínio da Coroa de Castela sobre a América Latina. Cortés chegou no litoral do México em 1519. Dois anos depois, tinha uma força de guerra com mais de mil espanhóis, uma grande quantidade de aliados ameríndios, certa artilharia leve e poucos cavalos. Com essa força, em 1521, havia dominado Tenochtitlán (atual Cidade do México), antiga sede de governo do Império Asteca. Nos últimos dias daquele ano, a maioria do território mexicano já foi conquistada por Cortés. Em 1523, um de seus oficiais, Pedro de Alvarado, saiu do México em direção ao sul, até a América Central. Naquele mesmo ano, foi encontrado com tropas que dirigiam-se para o norte, as quais vieram da colônia pertencente à Coroa de Castela que Vasco Núñez de Balboa (1475?-1519) fundou no Panamá e Pedro de Alvarado assegurou para a Coroa de Castela a América Central inteira.
Em 1531, Pizarro saiu do Panamá, velejando em direção ao sul, com mais de 180 homens e 27 cavalos. Chegou no Peru e, em torno de 1533, depois que venceu facilmente os indígenas, já conquistou a maioria do território do Império Inca. Pedro de Valdivia (1500-1553), um dos oficiais de Pizarro, havia conquistado o norte do Chile e criou Santiago em 1541. As regiões dominadas do litoral oeste da América do Sul, do Panamá até o centro do Chile foram dadas por essa conquista à Coroa de Castela. No Chile, o tempo de sobrevivência contínua dos araucanos foi de cerca de 300 anos.

### Colonização
Entre 1500 e 1800, os colonizadores que vieram da Coroa de Castela e do Reino de Portugal acorreram em grande número para as novas terras. Os proprietários de terras plantavam algodão, frutas e cana-de-açúcar na maioria do território que ocuparam, principalmente na Região Nordeste do Brasil, nas ilhas das Antilhas e na América Central. Grupos de homens agitados que procuravam ouro e prata passavam pela grande área do México até a Bolívia dos dias de hoje.

Esquema mostrando como eram transportados escravos em um navio negreiro

Por onde percorriam, os europeus obrigavam que boa parte dos nativos trabalhassem para eles, nos campos, nas florestas e nas minas. Trouxeram os primeiros escravos que vieram da África para a América nos primeiros anos do século XVI. Principalmente, o litoral leste da América do Sul fornecia uma pequena quantidade de atrativos para os colonizadores. Uma pequena quantidade de indígenas habitavam a região e nada restou ouro e prata. Por isso, o litoral leste continuou quase sem exploração até o início do século XVII, na época em que a fertilidade do solo para a lavoura e a pecuária foi verificada pelos europeus.
Já se colonizou boa parte do território da América Latina numa época anterior à chegada definitiva dos colonizadores ingleses na América do Norte, mais precisamente onde é hoje o estado mais antigo dos Estados Unidos, a Virgínia em 1607. A maior parte dos espanhóis e portugueses vindos para a América Latina queria se enriquecer com rapidez e retornar aos países de onde vieram. Porém, em suas expedições existiam, também, artesãos e camponeses, os quais queriam iniciar um novo tipo de vida.

### Movimentos de independência

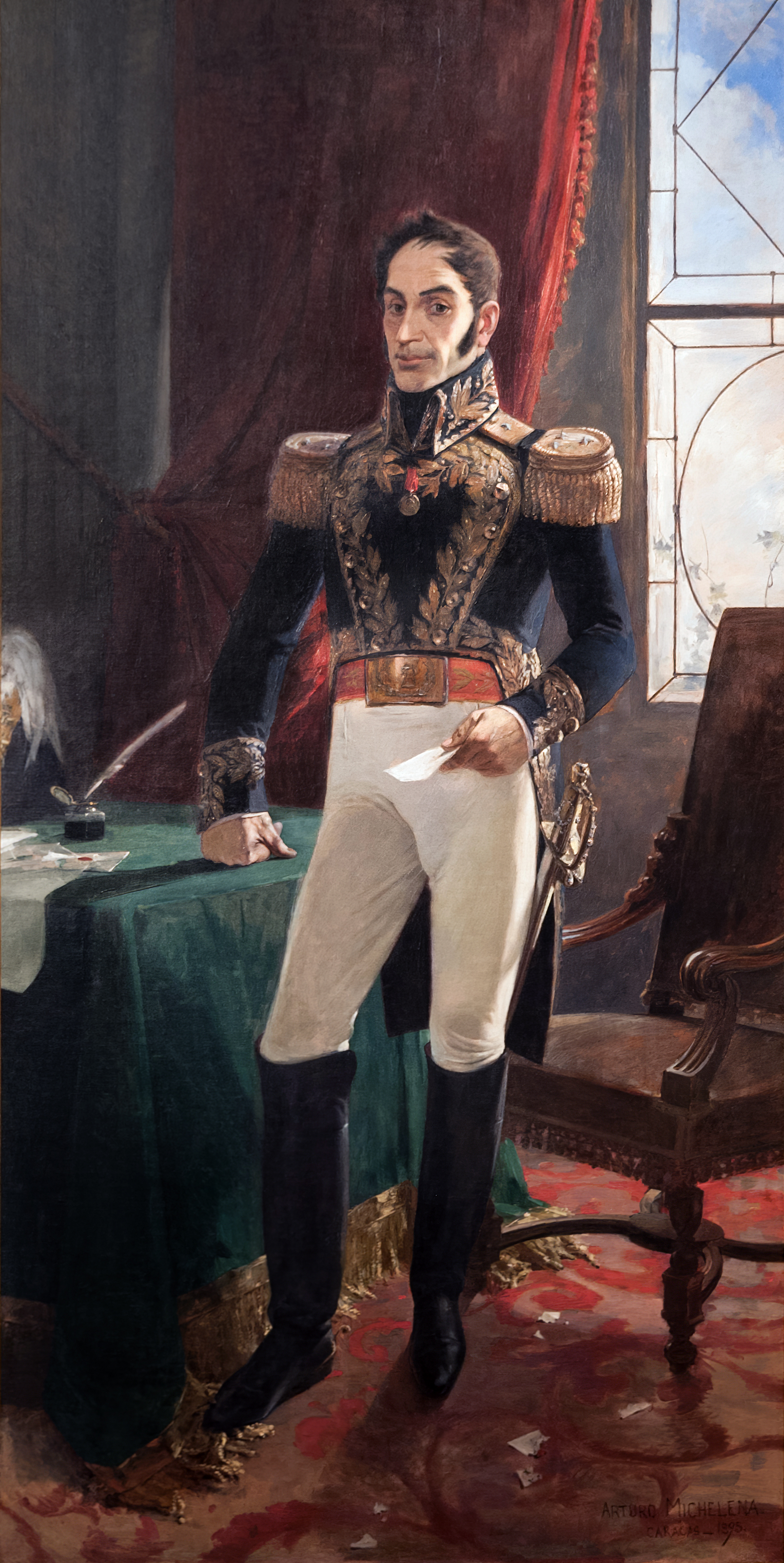
Simón Bolívar, libertador de seis países latino-americanos: Bolívia, Colômbia, Equador, Panamá, Peru e Venezuela.

As colônias da América Latina ficaram sendo dominadas pela Europa por aproximadamente 300 anos. Entre 1791 e 1824, a maior parte das colônias que batalharam em guerras, foram libertadas do domínio europeu por esses conflitos. Todo o país possuía seus próprios heróis revolucionários, porém, ambos os homens mereceram destaque como líderes da América Latina independente. Um dos dois é general venezuelano Simón Bolívar (1783-1830) que venceu libertando a Venezuela, a Colômbia, o Equador, o Peru e a Bolívia. O outro é José de San Martín (1778-1850), general argentino e líder de um exército, que saiu da Argentina, e auxiliou para que o Chile se tornasse independente da Espanha. Contribuiu, também, para que o Peru fosse libertado.
A maior parte das colônias possuía quatro motivos de base para batalhar pela independência:
1. Muitos mestiços enriquecidos que tinham fazendas, pensavam que era obrigatório participar ativamente no governo de seus países. Em geral, os espanhóis encaravam menosprezadamente os mestiços, que não eram nada socialmente prestigiados. Sendo dessa forma, os mestiços que influenciaram em cima dos nativos, foram líderes de rebeliões que destituíram os senhores europeus;[35]
2. Os crioulos (descendentes de espanhóis que nasceram nas Américas) não admitiram a ocupação exclusiva de cargos da administração pública por funcionários espanhóis. Os crioulos, do mesmo modo que os mestiços, desejavam possuir representantes ou políticos que defendessem os seus direitos no governo;[35]
3. O comércio entre as colônias na América Latina foi proibido pelos reinos da Espanha e de Portugal, que obrigavam-na a comerciar com as metrópoles.[56] Os governos da Espanha e de Portugal aboliram uma grande quantidade de restrições durante o século XIX, porém, o sentimento de injustiça econômica motivou as colônias a agirem;[35]
4. Aumentou nas colônias um sentimento de patriotismo, e o povo de classes diferenciadas da sociedade juntou-se para que fosse exigido o direito de governar a si mesmo.[35]

O Haiti se revoltou contra a França, em 1791. Em 1804, o Haiti foi proclamado independente e elevado à categoria de república negra mais antiga das Américas e do mundo. Um antigo escravo negro, Toussaint l'Ouverture (1743-1803) foi o mais importante líder haitiano que lutou pela liberdade de seu povo.

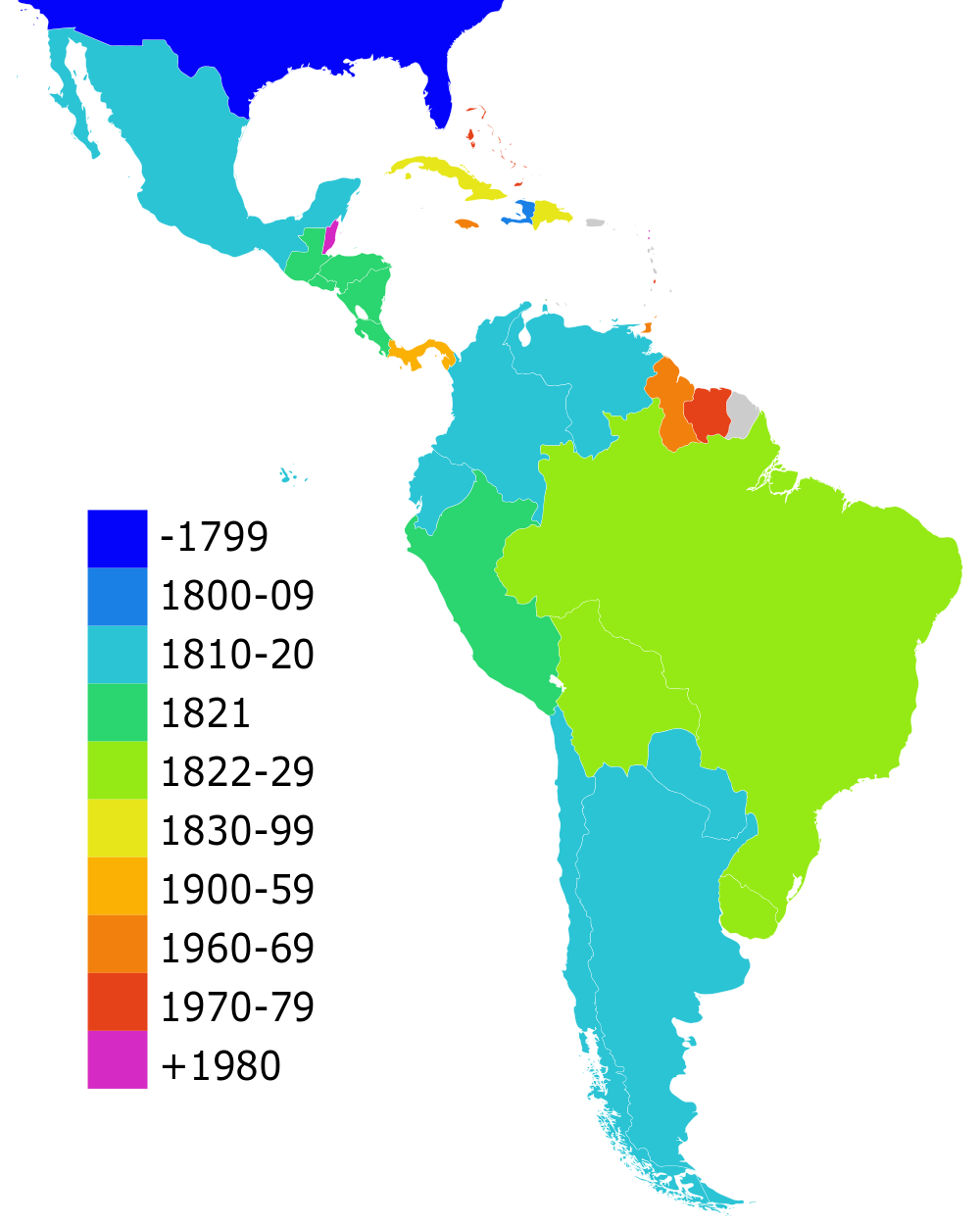
Países latino-americanos por ano de independência

A ocorrência de incidentes na Europa foi a causa das batalhas independentistas nas colônias localizadas na América Latina. Os reinos da Espanha e de Portugal passavam a entrar em decadência como potências mundiais. Em 1808, a derrubada franco-napoleônica de Fernando VII da Espanha, substituído por seu irmão, José Bonaparte levou os hispano-americanos a reagirem violentamente. Em 1810, exemplificando, a revolta dos mexicanos foi contrária aos governantes espanhóis de José Bonaparte. Os dois líderes da revolta mexicana foram ambos os padres Miguel Hidalgo y Costilla (1753-1811) e José Maria Morelos y Pavón (1765-1815). Também em 1810, Chile foi declarado independente do Reino da Espanha pelos grandes fazendeiros do país andino. Mas perderam das forças espanholas. O Chile foi declarado finalmente independente em 1818, com as forças cujos líderes foram o herói chileno foi Bernardo O'Higgins (1778-1842) e por San Martin.
A tentativa de libertação do país de nascimento de Francisco de Miranda (1750-1816), revoltoso venezuelano, foi infrutífera em 1806 e pela segunda vez em 1811. Simón Bolívar, que seguia Miranda, havia empreendido um novo tipo de campanha em 1813. A luta de seus exércitos, que finalmente venceram no atual distrito peruano de Ayacucho em 1824, foi contrária às forças espanholas por mais de 10 anos. Esta glória libertou o total das colônias do Reino da Espanha na América do Sul.
O Brasil proclamou sua independência de Portugal sem declarar guerra. Em 1808, João VI de Portugal (1767-1826) encontrou refúgio durante a invasão napoleônica em seu país. Voltou a Lisboa 14 anos depois que Napoleão Bonaparte foi derrotado. Seu filho Pedro (1798-1834) foi deixado pelo então rei de Portugal para que governasse o Brasil como regente. Porém, o povo brasileiro, do mesmo modo que os povos que habitavam as colônias do Reino da Espanha, não desejava que os europeus os governassem. Desejava que o Brasil fosse libertado de Portugal. No dia 7 de setembro de 1822, proclamou a independência do Império do Brasil e ascendeu ao trono como Pedro I do Brasil.
Em 1821, a autoridade do Reino da Espanha foi repudiada pelos cidadãos nascidos na América Central. Os rebeldes não resistiram muito, já que as forças do Reino da Espanha eram reduzidas e o partido dos revolucionários foi tomado pelo governador espanhol.

### Conflitos regionais

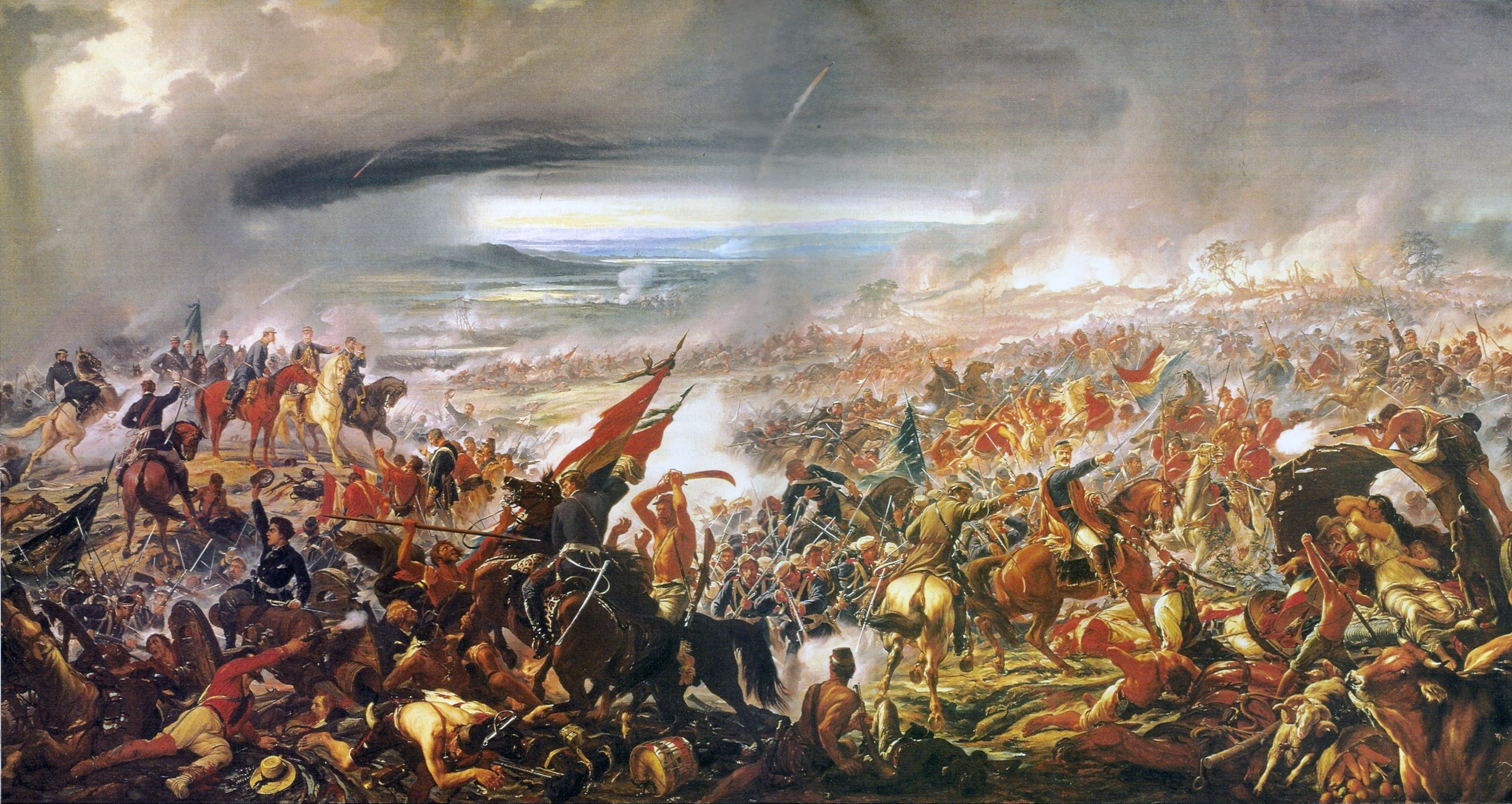
Forças brasileiras (de uniforme azul escuro) lutam contra o exército paraguaio durante a batalha de Avaí, na Guerra do Paraguai.

As relações internacionais entre os países fronteiriços latino-americanos foram pontilhadas por uma grande quantidade de lutas menos importantes, além de uma grande variedade de guerras. O maior desses conflitos foi a Guerra do Paraguai, pela qual os três países da Tríplice Aliança (Brasil, Argentina e Uruguai) e o vilão Paraguai estiveram envolvidos. Seu tempo de duração foi entre 1864 e 1870. O Paraguai alargou suas fronteiras, e isso provocou principalmente as lutas, ainda nos tempos atuais se discutem certas fronteiras do país e esses limites geopolíticos são controversos.
Nos primeiros anos do século XIX, os problemas que existiam dentre ambas as potências de maior dimensão geopolítica da América do Sul — a Argentina e o Brasil — foram centralizados na área de ocupação do atual Uruguai. Em 1825, desenvolveu-se a guerra entre Brasil e Argentina. Três anos depois o Império do Brasil e as Províncias Unidas do Rio da Prata reconheceram a área em disputa como país independente, o Uruguai.

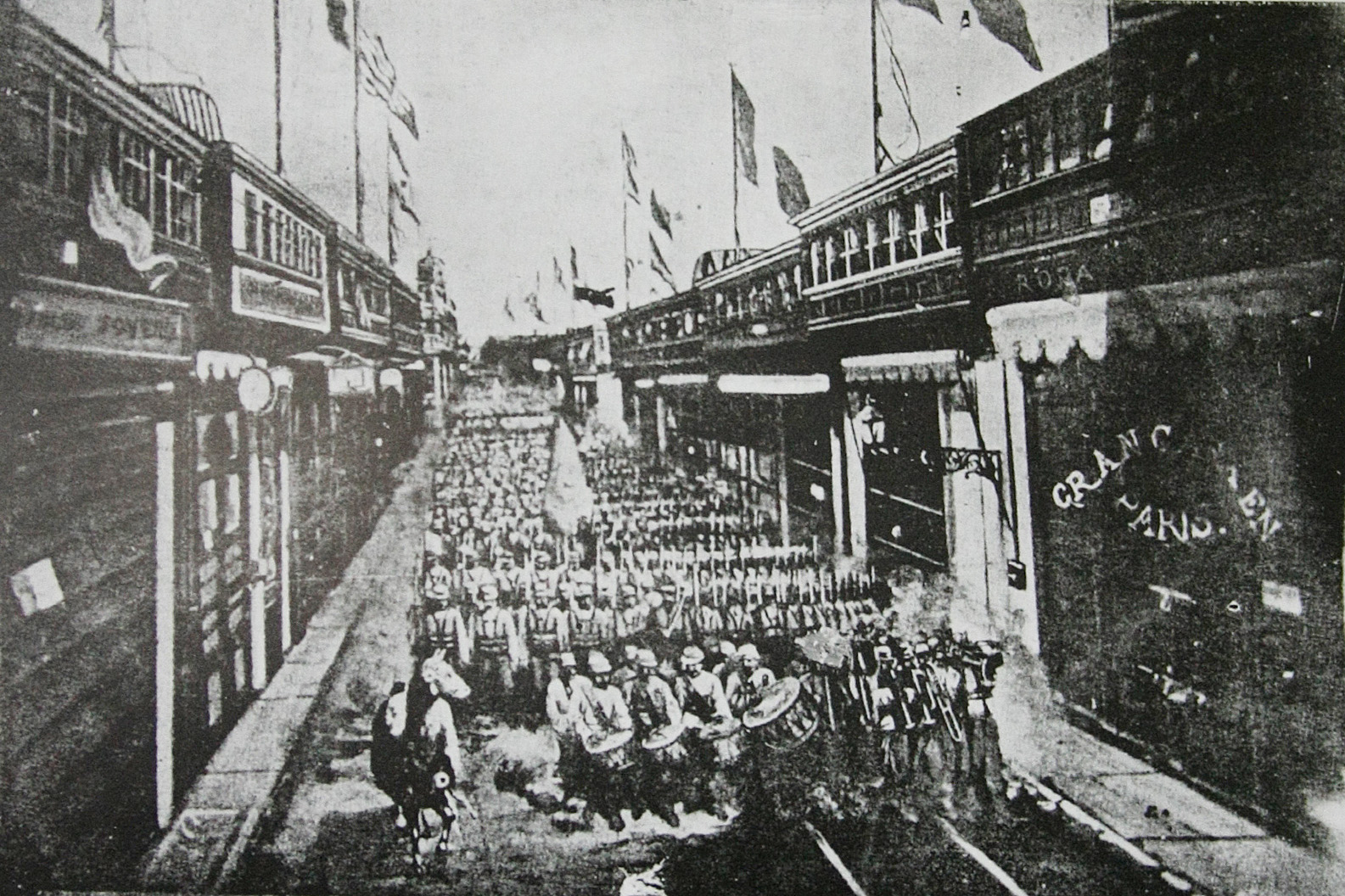
Tropas do exército chileno ocupam Lima, a capital do Peru, durante a Guerra do Pacífico.

Em 1932, a Bolívia e o Paraguai guerrearam porque um dos dois países queria se apossar do Gran Chaco. As negociações de paz iniciaram-se em 1935 e, em 1938, um acordo final dava 237 800 km² de extensão territorial em litígio para o Paraguai. Ambos os lados não se satisfizeram.
O Chile batalhou contra a Bolívia e o Peru entre 1879 e 1883, porque o Chile desejava discutir sobre nitratos. A guerra foi vencida pelo Chile, que tomou posse da região a qual era enriquecida de nitrato e que obrigou a Bolívia a deixar o seu litoral antes banhado pelo Pacífico. A partir de então, a Bolívia não é mais banhada por litoral marítimo. O Chile e o Peru debateram por questões limítrofes até o acerto finalizado de sua situação geográfica, em 1929.
Equador e Peru batalharam porque um dos dois países queria se apossar de uma área agreste, não disponível nos mapas, que se estendia do Equador até a região oeste do Brasil. De 1940 até 1941, ambos os países batalharam porque essa região era litigiada. O Peru venceu o Equador, que havia anexado quase o território inteiro aos peruanos.

### Era contemporânea e integração

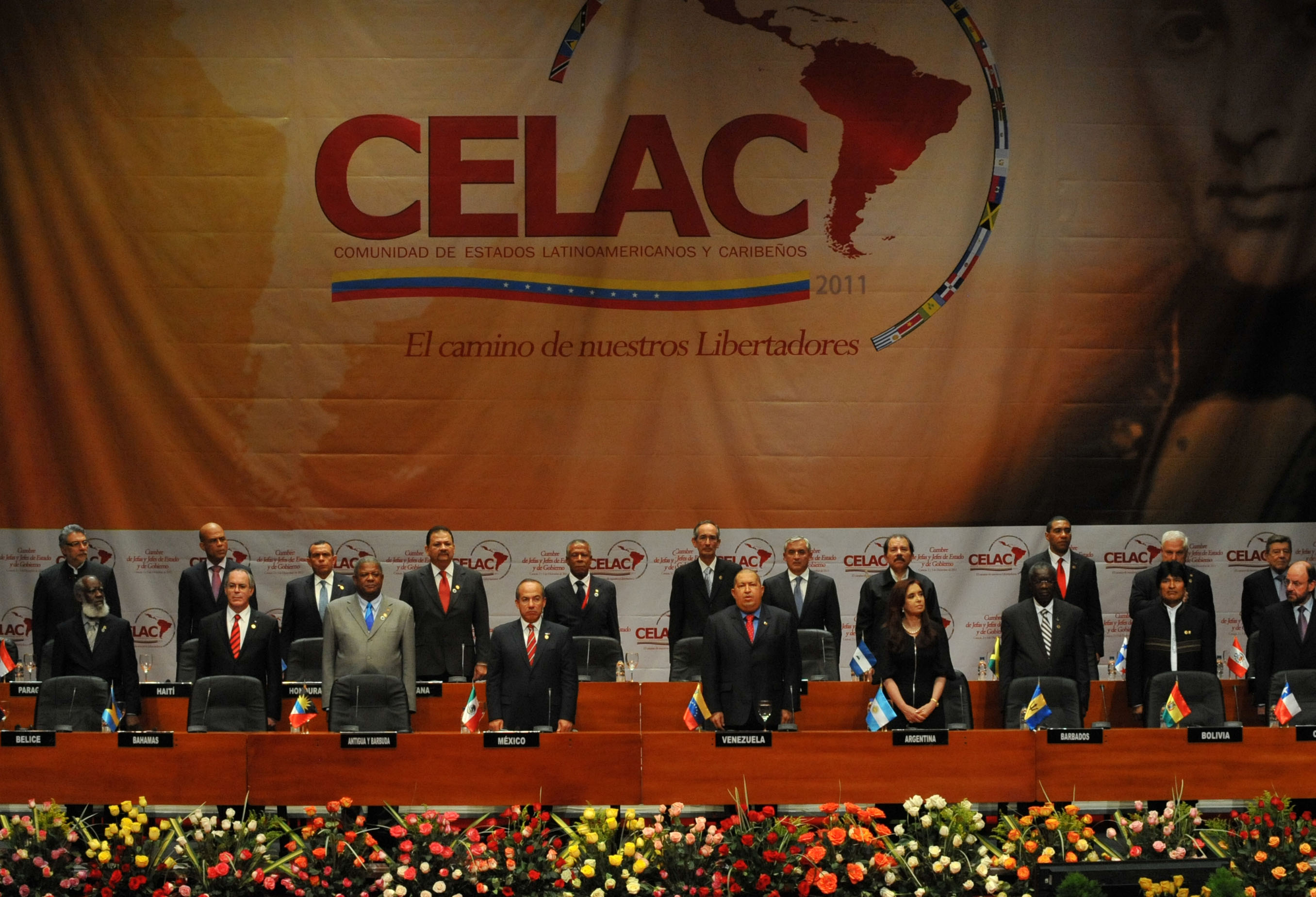
Presidentes dos países-membros da Comunidade de Estados Latino-Americanos e Caribenhos (CELAC) à primeira cúpula da organização em Caracas, Venezuela (2011).

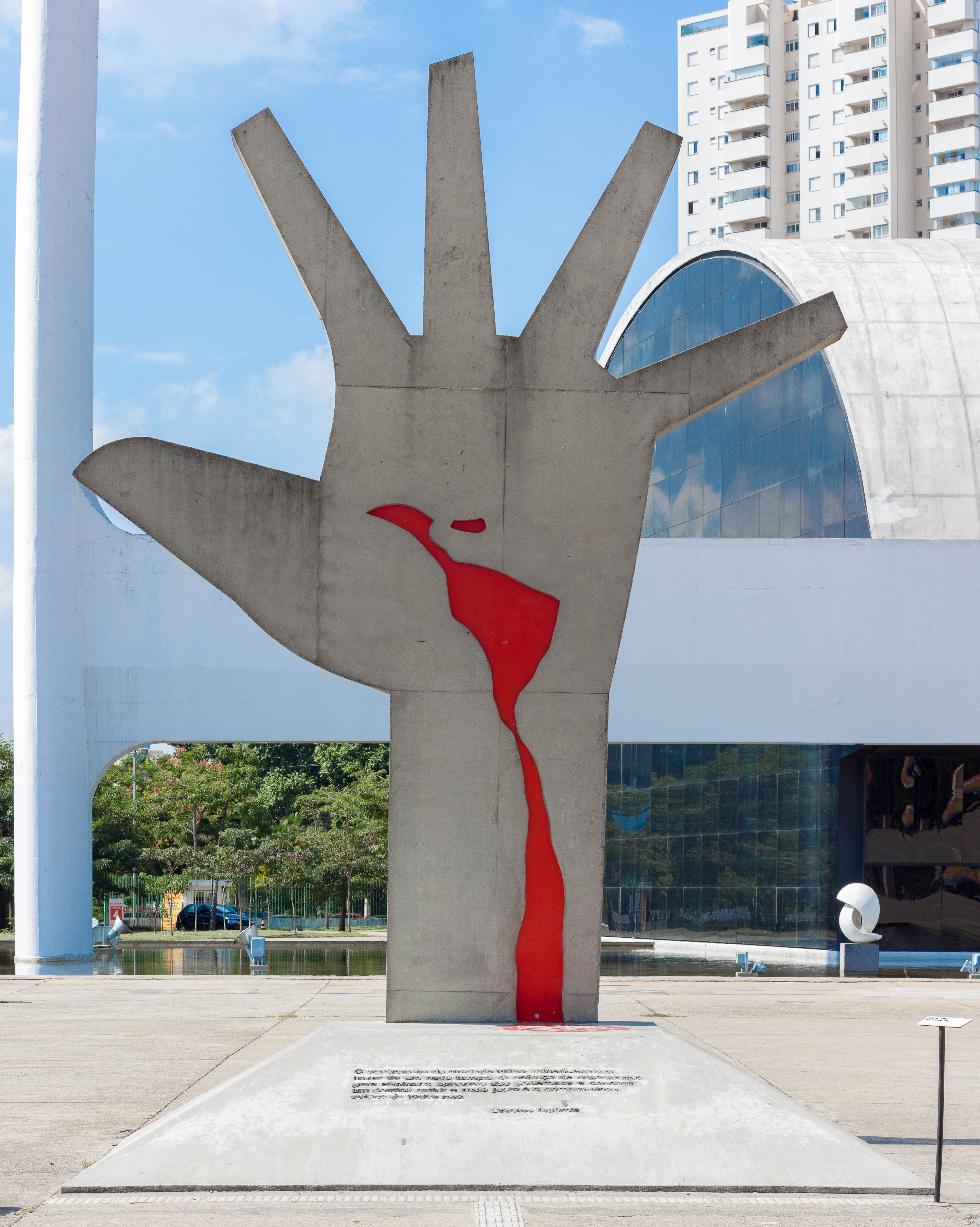
A escultura "Mão" de Oscar Niemeyer, no Memorial da América Latina em São Paulo, representa a unidade e a irmandade entre os povos latino-americanos.

A economia da maior parte dos países da América Latina é dependente, em sua maioria, de produtos agrícolas e minerais exportados para a Europa e os Estados Unidos. Ao contrário, os produtos de importação latino-americanos vindos da Europa e dos EUA são em sua maioria os artigos manufaturados necessários para fins educativos, culturais, midiáticos, medicinais, tecnológicos, etc. Há uma pequena quantidade de intercâmbio comercial entre os países da América Latina, especialmente devido à produção de matérias-primas pela maior parte deles. Mas, depois da Segunda Guerra Mundial, o desenvolvimento da indústria manufatureira foi rápido em uma grande variedade de países, principalmente na Argentina, no Brasil, no Chile, no México e na Venezuela.
A industrialização cresceu muito, e isso motivou que diversas conferências fossem realizadas, nos anos 1950, as quais objetivavam ao incremento do intercâmbio comercial dentre os países latino-americanos. Enfim, em fevereiro de 1960, numa reunião que se realizou em Montevidéu, Uruguai, formou-se a Associação Latino-Americana de Livre Comércio (ALALC). O acordo da ALALC foi assinado por sete países, a saber: Argentina, Brasil, Chile, México, Paraguai, Peru e Uruguai. Em 1961, Colômbia e Equador entraram para a ALALC. A Venezuela aderiu à ALALC em 1966, e a Bolívia em 1967. Os países signatários permitiram que fosse eliminada a maioria das restrições comerciais dentre eles, incluindo restrições alfandegárias e tarifárias, até 1980. A Associação Latino-Americana de Integração (ALADI) substituiu o sistema em 1980.
Em dezembro de 1960, quatro países da América Central constituíram uma organização parecida. Um tratado de Integração Econômica Centro-Americana foi assinado por El Salvador, Guatemala, Honduras e Nicarágua. Em 1963, a Costa Rica aderiu a esta organização denominada, em geral, de Mercado Comum Centro-Americano.
Embora exista uma grande quantidade de problemas, o comércio entre os países da América Latina havia aumentado, sendo influenciado por dois ou três acordos. Exemplificando, o algodão mexicano ou brasileiro está sendo importado pelo Chile, em contrapartida ao algodão que antes seria comprado nos Estados Unidos. O México exporta aço para uma grande variedade de países da América do Sul, e produtos industrializados no Brasil, como máquinas de escrever e computadores, são exportados para o Chile e o Paraguai. Em 1969, um acordo econômico denominado Pacto Andino foi assinado por Bolívia, Chile, Colômbia, Equador e Peru. Os países haviam convencionado que acabassem, até 1980, com as barreiras comerciais dentre eles.
No século XXI houve a guinada à esquerda, que foi um aumento no número de governos de esquerda pelo continente. Pouco depois, em meados dos anos 2010, houve a onda conservadora, caracterizada pela ascensão, desta vez, de governos de centro-direita e direita.

## Geografia

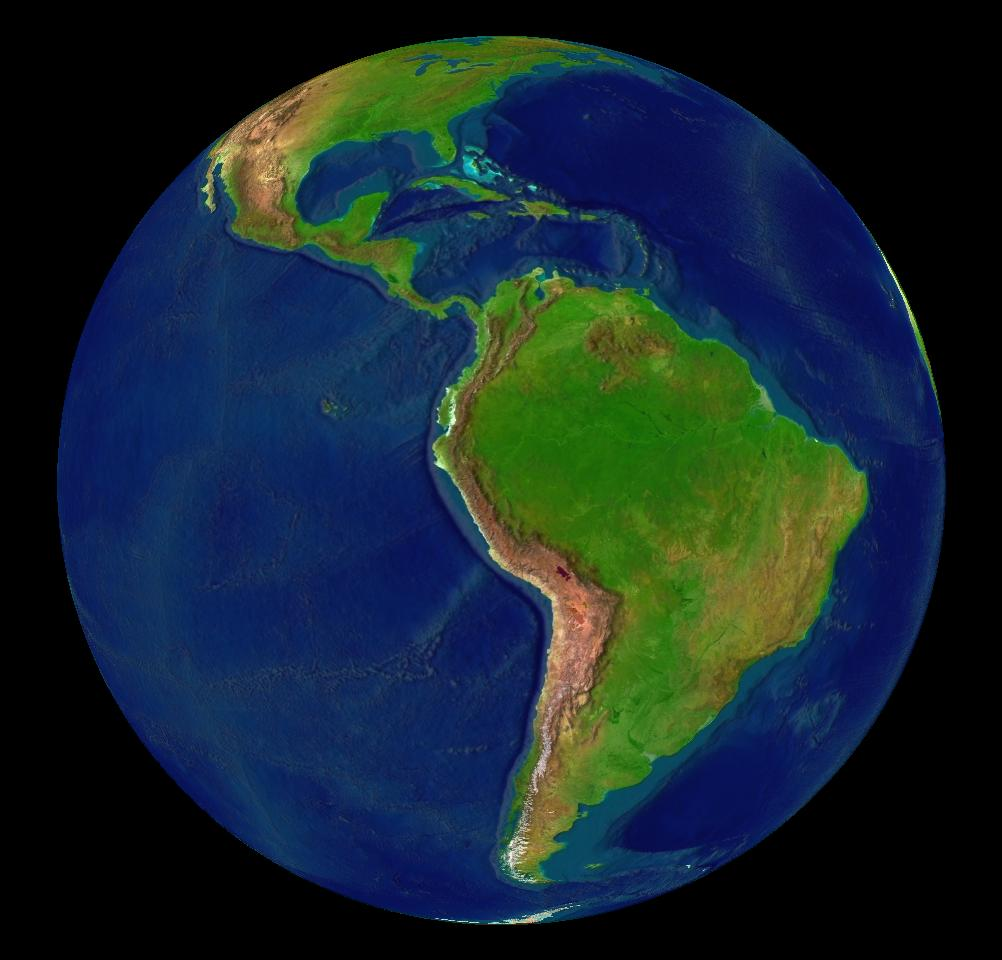
Imagem de satélite do continente americano.

A América Latina está toda localizada no hemisfério ocidental, sendo cortada pelo Trópico de Câncer, que atravessa o centro do México, pelo Equador, que corta o Brasil, Colômbia, Equador, além de tocar o norte do Peru; pelo Trópico de Capricórnio, o qual corta o Brasil, o Paraguai, a Argentina e o Chile.
Está  norte e sul, devido à extensão da mos hemisférios ria de suas terras ao sul da Linha do Equador. Quase todas as terras da América Latina, estão localizadas na zona climática tertropical; uma porção menor está situada na zona temperada do norte e uma área muito grande localizaNse na zona temperada do sul. Tem como limites: ao norte, com os Estados Unidos; ao sul; com a junção das águas salgadas dos ,cs Atlântico e Pacífico; a leste, o oceano Atlântico; e a oeste, o oceano Pacífico.

### Relevo
A América Latina possui a mesma ordem de formas de relevo, no sentido norte-sul, em todas as latitudes. Dessa forma, há cinco unidades geomorfológicas mais importantes:

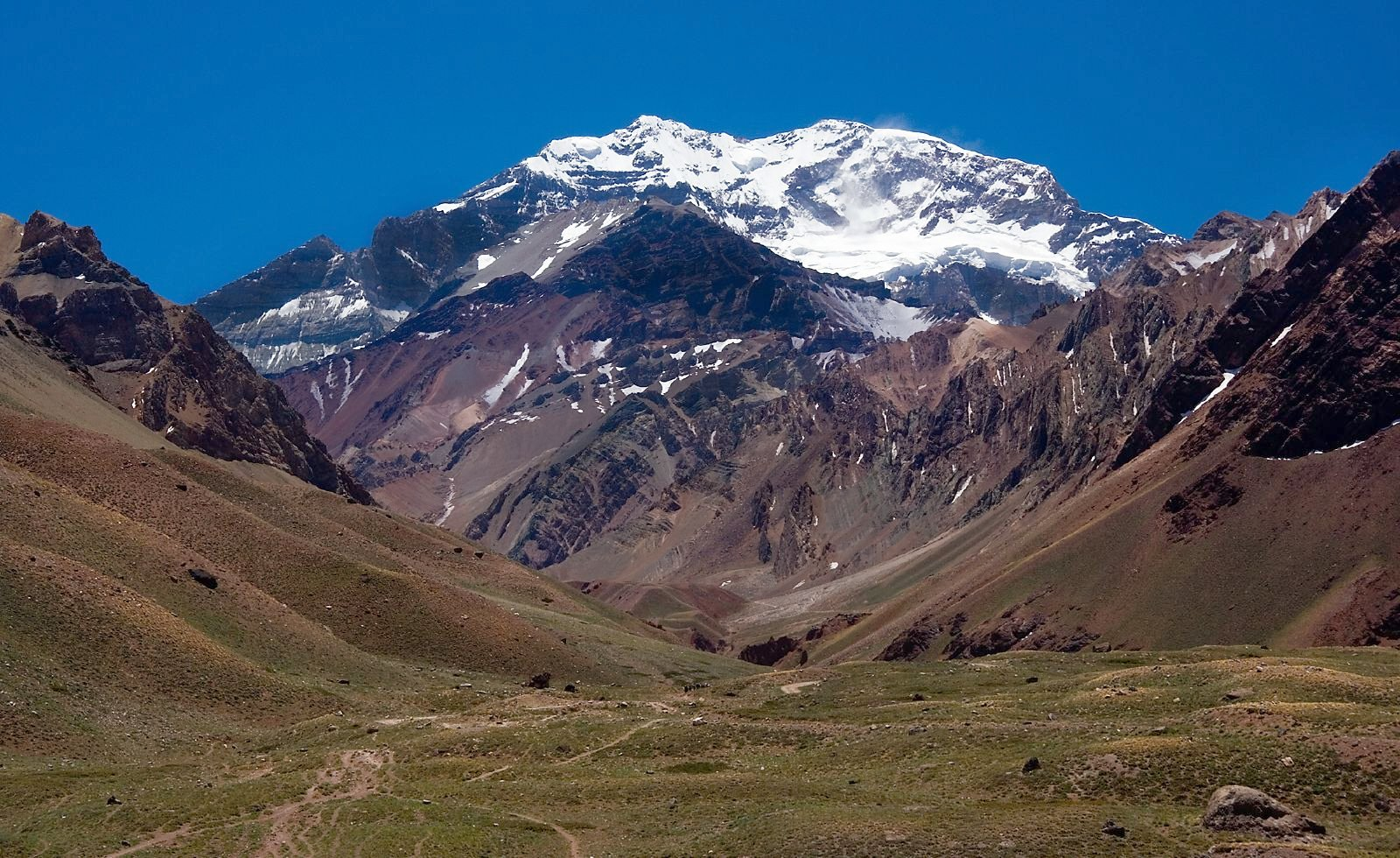
Monte Aconcágua, na região andina da Patagônia, a maior montanha do continente americano, com quase sete mil metros de altura.

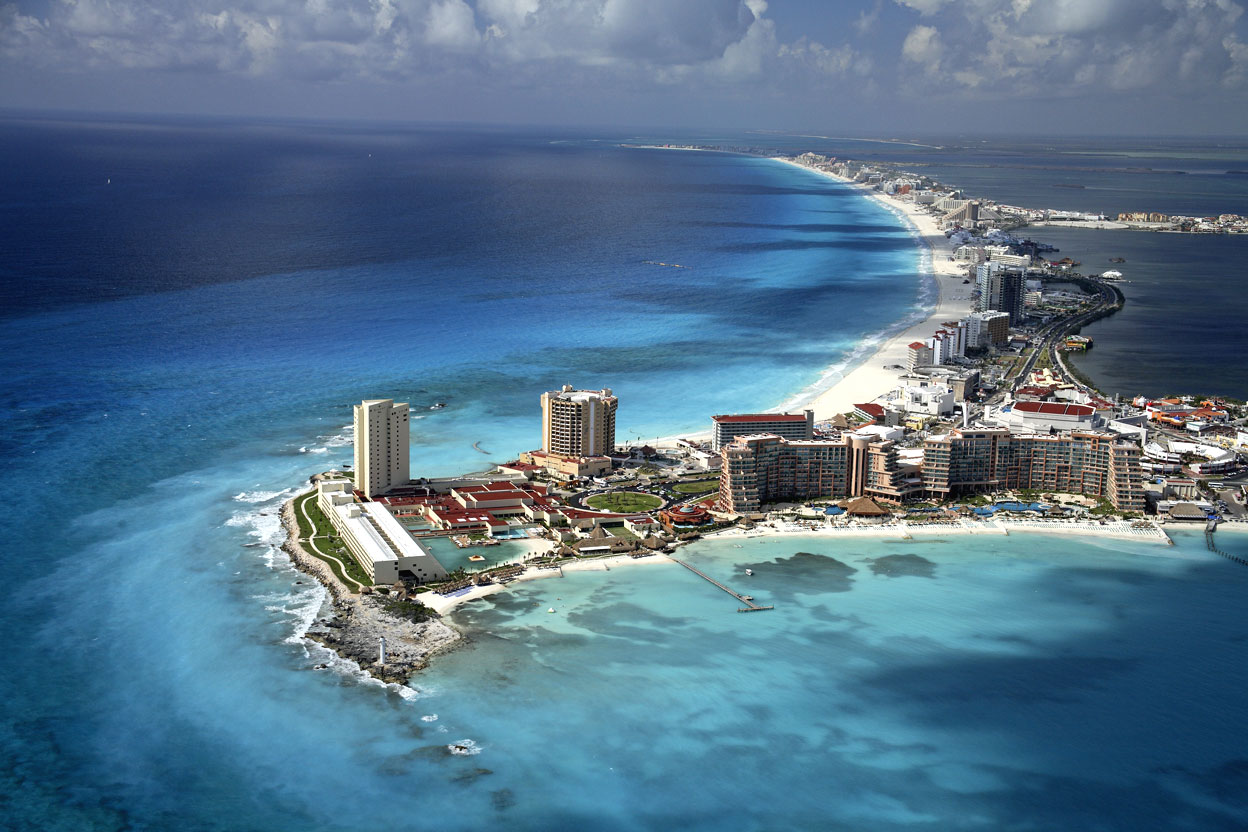
Vista do litoral de Cancún, no México.

- Baixadas litorâneas banhadas pelo oceano Pacífico, as quais aparecem muito curtas.[84][85]
- Elevadas cordilheiras constituídas no período terciário, em que aconteceu grande tectonismo, depois que as camadas rochosas dobraram posteriormente, o que fez aparecer as cordilheiras.[84][85]

As elevadas cordilheiras latino-americanas apresentam altitudes acima de 5 mil metros e picos revestidos por neve e derivam ainda de demais surgimentos de tectonismo, como terremotos, da atividade de uma grande variedade de vulcões, certos dos quais prontificados para que entrem em ação.
No México, a cordilheira é denominada de Sierra e constitui ambas as cristas horizontais (linhas no relevo pelas quais são reunidos os pontos de maior altitude), que recebem o nome de Sierra Madre Ocidental e Sierra Madre Oriental. Na América Central, essa cordilheira é formada por serras, como as de Isabela e Tatamanca. Na América do Sul, aparecem os Andes, cujo ponto culminante é o pico Aconcágua, com 6 959 metros, na Argentina. Assim como na Sierra Madre, os Andes possuem cristas, dentre as quais estão localizados planaltos de soerguimento, chamados na região de altiplanos, com altitudes acima a 3 mil metros.
- Grandes planícies banhadas por rios, na América do Sul (Amazônica, do Orinoco, do Magdalena, Platina, do Pantanal ou Chaco, entre outros), que situam-se dentre as cordilheiras ocidentais e os planaltos orientais.[84][85]
- Planaltos de desgaste na porção oriental da América do Sul, cujas altitudes são menores, que pouquíssimas vezes ultrapassam 2 mil metros, devido à formação do relevo regional por pedras de grande antiguidade, de grande desgaste pela erosão e não possuem surgimentos de tectonismo. Pertencem a este relevo os planaltos das Guianas e Brasileiro, tendo como pontos culminantes os picos da Neblina (3 014 metros), 31 de Março, da Bandeira, das Agulhas Negras, etc.[84][85]
- Baixadas litorâneas banhadas pelo oceano Atlântico, as quais quer são estreitas e somem, possibilitando o aparecimento de falésias ou litorais elevados, quer aparecem muito longas, originando grandes balneários naturais.[84][85]

### Clima
Todos os climas regionais são dependentes de uma grande quantidade de fatores: latitude, altitude e relevo disposto, massas de ar, continentalidade, maritimidade, correntes marítimas, entre outros. Uma pequena ou grande latitude determina caso uma região esteja mais perto ou mais longe do Equador e, assim sendo, caso faça maior ou menor calor. Além disso, por causa do relevo, esta região, possivelmente, possui faixas térmicas diferenciadas, de acordo com a altitude.

Mapa climático da América do Sul de acordo com a classificação climática de Köppen-Geiger.

Com embasamento nisto, é simples o entendimento de que em quase a América Latina inteira são predominantes temperaturas elevadas e quais essas se reduzem quando se dirigem ao polo Sul. Por esse motivo, a porção sul da América Latina, denominada de Cone Sul, é uma área de verões brandos e invernos gelados. Por ser longamente disposto no sentido norte-sul, fazendo com que o território da América esteja situado em latitudes diferenciadas, ele é climaticamente muito diversificado. Na América Latina, merecem destaque os climas tropicais, úmidos ou secos, surgindo, em certos pontos, o tropical de altitude. Cercado por essa ampla extensão tropical, há um pedaço de clima equatorial, também enormemente grande, caracterizado por pequena amplitude térmica, temperaturas altas e chuvas permanentes. Desde o Trópico de Capricórnio, na América do Sul, os climas predominantes são modificados aos poucos depois que a latitude aumenta, começando a predominar os tipos climáticos temperados e frios. A temperatura influi mais em cima do relevo na porção ocidental, em que as cordilheiras possuem faixas de terras quentes, amenas e geladas. Estas faixas desaparecem à proporção em que reduz o distanciamento relacionado ao polo sul, em que mesmo ao nível do mar já se localizam regiões continuamente frias. Na América Latina, os ventos colaboram para que seja alterado o regime chuvoso e as próprias temperaturas. Em certos países sul-americanos, especialmente nos dos centro-sul, a diminuição térmica nublada tem muita nitidez durante a chegada da frente fria.
As altas temperaturas da região equatorial trazem, no inverno, as massas de ar frio, as quais, em geral, causam chuvas e posterior diminuição da temperatura quando ela passa. No verão, no hemisfério sul, as temperaturas de maior elevação acontecem no centro da América do Sul, o que atrai ventos do oceano Atlântico.
Como qualquer região em que predomina o clima tropical, a América Latina possui vastos contrastes: certas áreas de grande umidade e demais de desertos ou semidesertos. As primeiras são frequentes na porção equatorial da América do Sul ou em regiões de litoral. Já as regiões de deserto aparecem principalmente no momento em que os ventos de umidade são impedidos de passar para o sertão pelo relevo. Há certos desertos (quantidade menor de 250 mm chuvas ao ano) na América Latina: Mexicano; de Atacama, do Chile ao Peru; e da Patagônia, no sul da Argentina. Essa porção das Américas possui regiões de semideserto nos planaltos mexicanos e no polígono das secas, na Região Nordeste do Brasil.
Uma quantidade chuvosa muito pequena é recebida por estas regiões de estiagem devido ao seu isolamento litorâneo pelo relevo disposto, dificultando que contatem com os ventos de umidade. O deserto de Atacama constituiu-se porque a corrente marítima de Humboldt influência, e isso, quando esfria as águas do Pacífico, causa a condensação de nuvens cheias de vapor de água em cima do nível do oceano, fazendo elas chegarem secadas no continente.

### Hidrografia

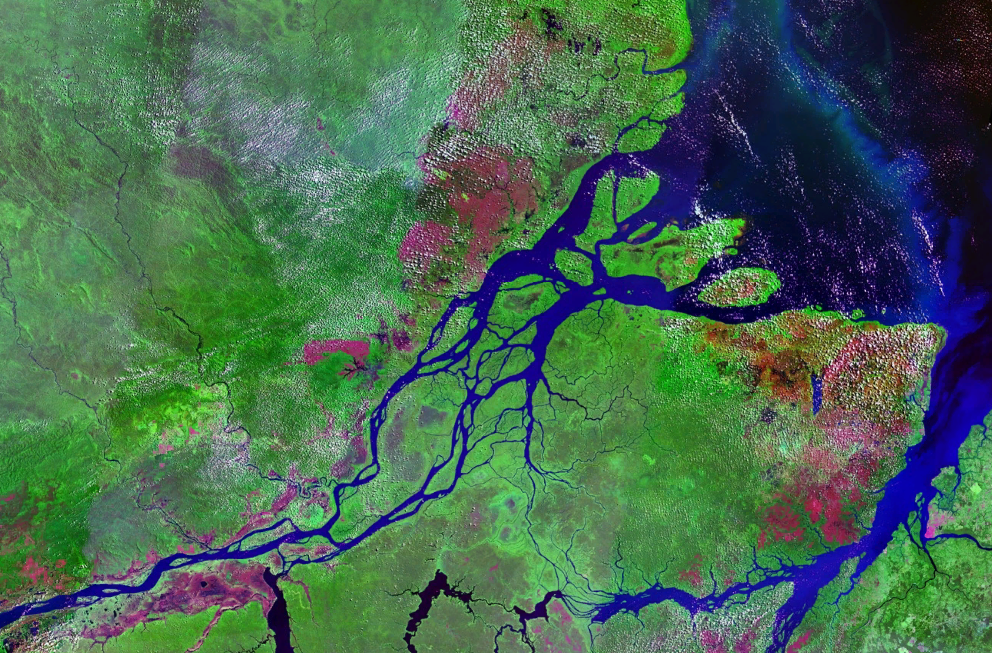
Imagem de satélite do Delta do rio Amazonas.

Como seu relevo é disposto, a maior parte dos rios americanos, e especialmente latino-americanos, drenam no sentido oeste-leste, porque o paredão da cordilheira dos Andes faz eles se dirigirem ao Atlântico.
Sendo, geralmente, uma região de grande umidade, a América Latina tem, na maioria de sua extensão, uma grande rede hidrográfica. Sobressaem: na América do Norte, o rio Grande, na fronteira Estados Unidos-México; na América Central, em Honduras, rio Patuca; na América do Sul, em sua parte norte, destacam-se os rios Madalena, na Colômbia, e Orenoco, na Venezuela, que desembocam no mar das Antilhas e pelos quais é banhada uma importante região agropecuária da fachada norte do continente, bem como demais rios principais os quais são projetados em suas porções central e sul, como o grande Amazonas e os rios Paraná, Paraguai e Uruguai, os quais compõem a bacia Platina, desembocando totalmente no oceano Atlântico.
Ao contrário da América do Norte, a América Latina não possui imensos lagos, no entanto, essa região tem numerosas lagoas em seu litoral, especialmente na vertente do Atlântico, como a lagoa dos Patos, no Brasil, lagoas de inundação nas planícies Amazônica e do Orenoco; e lagos de altitude, como o Titicaca, do Peru até a Bolívia.

### Vegetação
A maioria da vegetação a qual cobria a América Latina até o século XVI desapareceu. Porém os países mais antigos desmatavam áreas consideradas "mato" na Idade Média para ocupar e ampliar as áreas férteis e já desmatavam as terras desocupadas desde tempos antigos, já que a maioria do território brasileiro ainda é coberto por matas nativas e a grande parte do território dos Estados Unidos é coberto por florestas nativas e o percentual é o mesmo desde o século XIX, o desmatamento trouxe mais áreas agrícolas, mas não trouxe enriquecimento econômico, que só aconteceu após a Revolução Industrial, porém desde 1970, muito tempo após a industrialização do continente europeu, passaram a recuperar as florestas desmatadas na época anterior as Primeira e Segunda Guerras Mundiais, porém a exceção ao desmatamento do território no Velho Mundo e na Ásia é o Japão, onde 68% da vegetação ainda está preservada e possui uma densidade populacional maior que da América Latina. Só se preservou a cobertura vegetal nos lugares de pouco interesse econômico ou em regiões de relevo íngreme, no entanto, de qualquer forma, é de grande facilidade a reconstituição da vegetação original, porque ela resultou do clima e do tipo de solo em que foi desenvolvida. Dessa forma, podem ser identificadas na região:

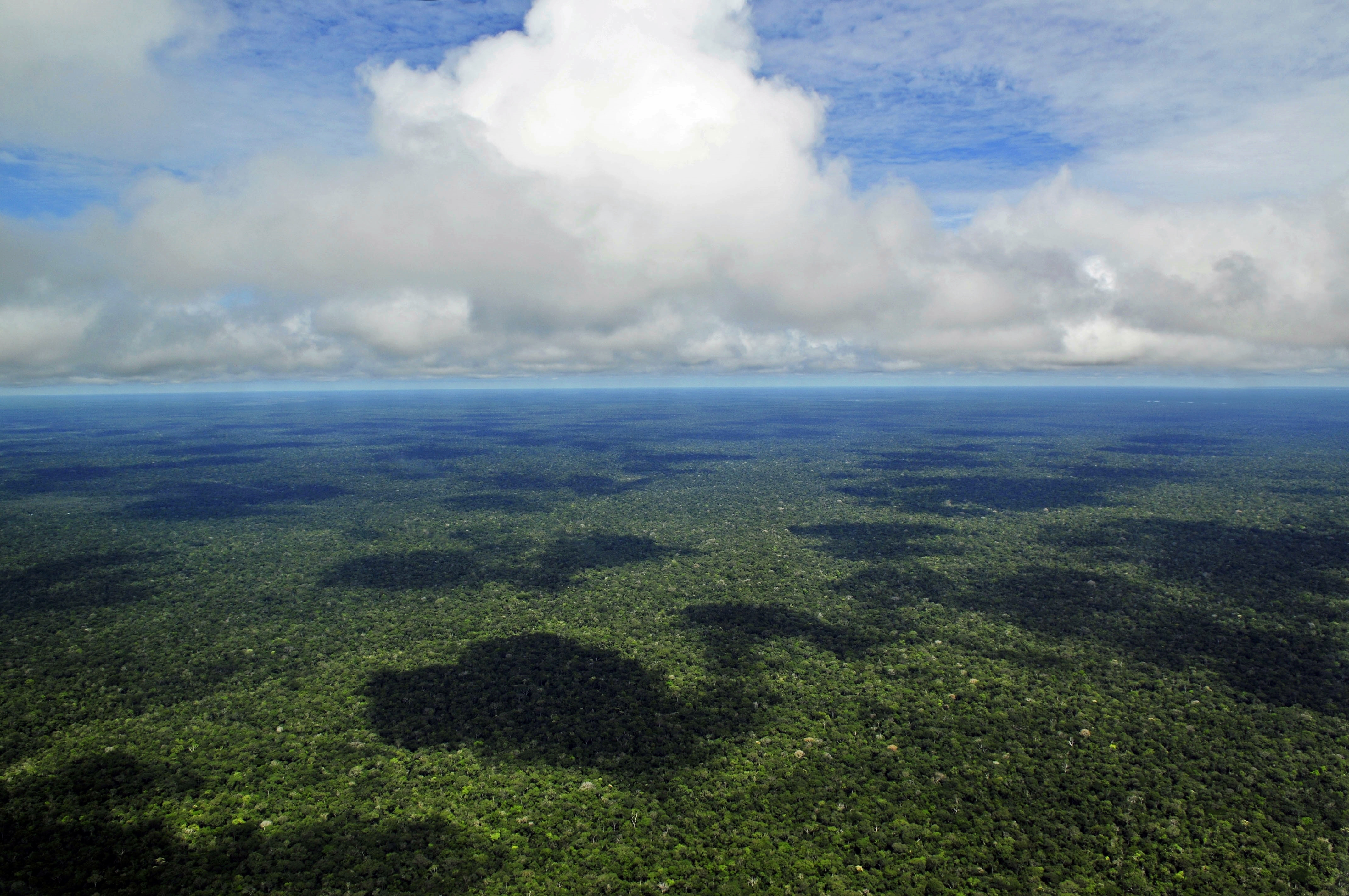
Amazônia, a mais rica e biodiversa floresta tropical do mundo. segundo vários ambientalistas.

- Vegetação de clima equatorial: florestas da Amazônia e de parte da América Central. São florestas entrelaçadas, constituídas por árvores de vários comprimentos, de folhas longas, revestidas e rodeadas por muitas trepadeiras e vegetações diversificadas, de tal modo espessas que até mesmo a luz solar não consegue passar por elas;[92][95]
- Vegetação de clima tropical: Florestas ou savanas, na maioria da América Central e nas porções norte e central da América do Sul. Espessas e entrelaçadas florestas recobrem as regiões de maior umidade; nas áreas de menor umidade, destaca-se a savana, formada por árvores de pouco comprimento e arbustos ligados a uma formação vegetal rasteira, como o cerrado no Brasil, os lhanos na Venezuela e o chaco na Argentina e no Paraguai. Nas regiões tropicais semiáridas surge uma formação vegetal ainda mais pouco densa, por exemplo, a caatinga brasileira;[92][95]
- Vegetação de clima temperado: Florestas temperadas ou subtropicais e pampas na Argentina, no Uruguai, Chile e região Sul do Brasil. As primeiras são florestas de araucárias que, em geral, estão ligados a demais espécies; os pampas formam uma região de formação vegetal rasteira, boa pastagem orgânica;[92][95]
- Vegetação de clima frio: Coníferas no sul da Argentina e do Chile. É uma floresta arbórea, com plantas que têm folhas mais endurecidas e pontudas (aciculifoliadas);[92][95]
- Vegetação de altas montanhas: Nos Andes, a formação vegetal varia por causa das altas montanhas, as quais causam temperaturas menores e pouquíssimas chuvas;[92][95]
- Vegetação de clima desértico: Formada especialmente por arbustos e xerófitas, é caracterizada por ser uma vegetação bem espalhada. As punas do deserto de Atacama, no Chile e no Peru, destacam-se entre os outros desertos da América Latina, porque a altitude do relevo faz com que sua área de ocorrência seja um deserto gelado.[92][95]

## Demografia

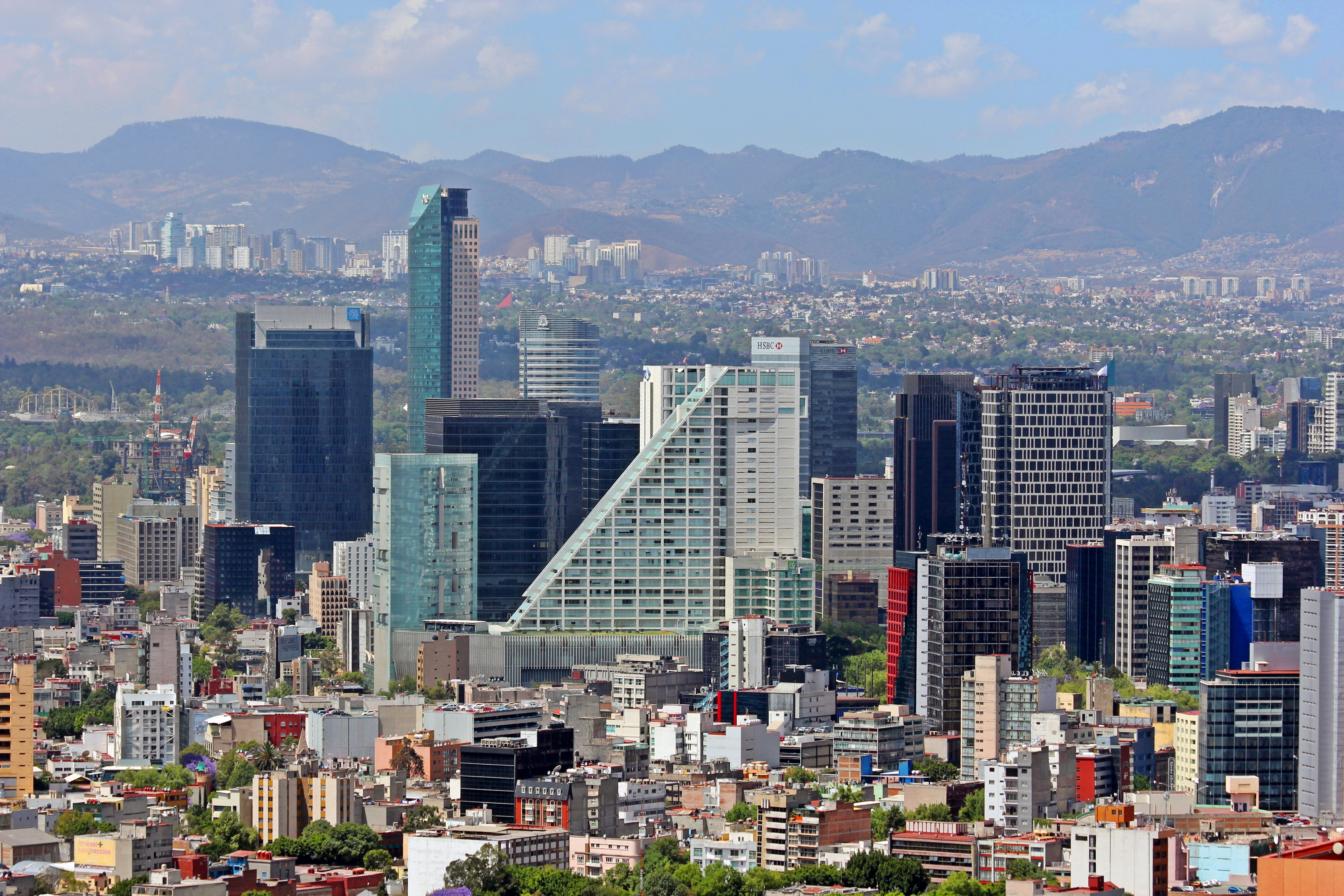
A Cidade do México é o centro de uma das maiores metrópoles do mundo, com mais de 20 milhões de habitantes.

A América Latina possui muitas e diversas culturas, por causa da mistura de línguas, etnias e costumes. Apesar do predomínio do espanhol como língua oficial dos países da América Latina, são falados também português, francês e, em certas regiões, até mesmo inglês e neerlandês. Existem também muitas línguas nativas, merecendo destaque o quíchua, legado dos incas e idioma que se fala no Peru, Equador, Bolívia e Argentina.

Línguas latinas oficiais na América Latina:
Espanhol
Português
Francês

A etnia dos habitantes da América Latina é muito variável de país a país. Apesar da intensidade da mestiçagem, existem nações em que a maior parte dos habitantes é branca (Argentina e Uruguai), demais em que quase o total dos habitantes é de origem negra (Haiti, República Dominicana,) e certas onde está fortemente presente o sangue Indígena (Peru, Bolívia, México, Equador e Paraguai).
Existem países mestiços de verdade (Colômbia e Venezuela) e demais como o Brasil, no qual há regiões de população com predomínio de brancos e demais as quais têm a maior parte de negros, mestiços ou índios.

### Religiões
A maioria da população professa o catolicismo romano, mas em alguma parte desses países latino-americanos é crescente o número de protestantes, popularmente chamados no Brasil de evangélicos. Há também minorias de judeus, muçulmanos, hinduístas, budistas, espíritas — já que o Brasil é o país com o maior número de adeptos dessa religião —, e praticantes de cultos afro-brasileiros.
Uma pesquisa realizada em toda a América Latina, divulgada em 2014 relatou que o número de protestantes na região já chegava a 19% da população latino-americana, enquanto os católicos estariam em 69%.

### Idiomas
O Espanhol é o idioma predominante na maioria dos países da América Latina. O português é a língua oficial somente do Brasil, porém é falada por mais de 34% da população da América Latina; e o Francês é falado no Haiti, em algumas ilhas do Caribe e na Guiana Francesa. Ainda há o neerlandês, falado em ilhas caribenhas e no Suriname.
Em diversas nações, principalmente as caribenhas, existem os idiomas crioulos, que derivam de línguas europeias e línguas nativas do país, antes da colonização. Em outras, existe uma grande quantidade de falantes das línguas indígenas, como o México, o Peru, a Guatemala e o Paraguai. Nestes casos, é comum os governos nacionais ou regionais reconhecerem estes idiomas não europeus como idiomas oficiais, ao lado do idioma europeu predominante. Por exemplo, o Quíchua é reconhecido no Peru como idioma oficial, ao lado do Espanhol. O Guarani também é idioma oficial no Paraguai juntamente com o Espanhol.

### Problemas socioeconômicos

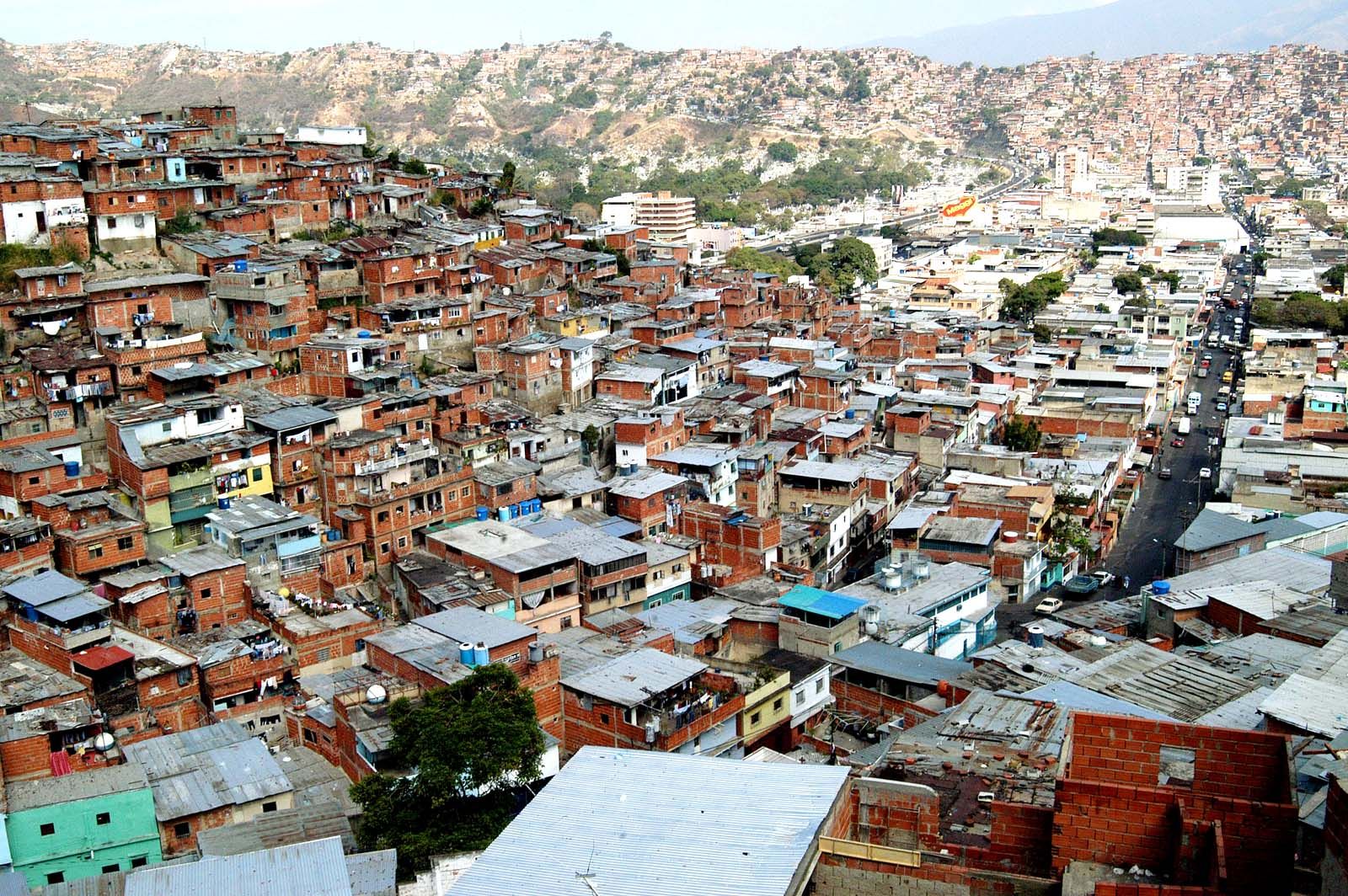
Favela em Caracas, Venezuela.

Politicamente, a América Latina não é uniformemente apresentada em consideração aos seus aspectos humanos. Há muitos anos, a região era politicamente instável. Mas, nos anos de 1980, diversos países passaram por um período de ditaduras militares e, atualmente, há eleições livres em quase a América Latina inteira, apesar da existência de focos tensos em certos países onde grupos de tendências políticas de oposição rivalizam pelo poder.
Os países da América Latina, em sua totalidade, são subdesenvolvidos, apesar de certas nações serem industrialmente e tecnologicamente avançadas, sendo que o capital transnacional controla a maior parte de tudo isso, como é o caso do Brasil, México e Argentina. Mas a economia da maior parte dos países da América Latina é a agricultura que se baseia nas técnicas primitivas e numa distribuição desigual de terras, pela qual os grandes fazendeiros são privilegiados.
Estigmatizada por uma grande quantidade de diferenças entre seus países formadores (grupos étnicos, dialetos, corrupção política, infraestrutura, criminalidade, etc.), entendemos que a importância da expressão "América Latina" está mais para que seja distinta, no continente americano, a parte subdesenvolvida da porção rica e industrializada do que para que fosse salientada uma noção unitária.

## Política

### Países
| País                 | Capital                                                     | Maior cidade        | Língua Oficial                        | População hab | Território km² | PIB (2006-2024) Bilhões USD correntes | PIB (2006-2024) per capita USD (PPP) |
| -------------------- | ----------------------------------------------------------- | ------------------- | ------------------------------------- | ------------- | -------------- | ------------------------------------- | ------------------------------------ |
| Argentina            | Buenos Aires                                                | Buenos Aires        | Espanhol                              | 40 403 943    | 2 766 889      | 920 200                               | 12 080                               |
| Bolívia              | La Paz (administrativa) e Sucre (constitucional e judicial) | La Paz              | Espanhol, Quíchua, Aimará e outras 34 | 9 627 269     | 1 098 581      | 83 550                                | 2 931                                |
| Brasil               | Brasília                                                    | São Paulo           | Português                             | 214 032 714   | 8 514 876      | 2 240 000                             | 11 086                               |
| Chile                | Santiago do Chile                                           | Santiago do Chile   | Espanhol                              | 16 800 000    | 756 950        | 451 100                               | 12 811                               |
| Colômbia             | Bogotá                                                      | Bogotá              | Espanhol                              | 47 387 109    | 1 142 748      | 463 130                               | 8 260                                |
| Costa Rica           | San José                                                    | San José            | Espanhol                              | 4 327 000     | 83 850         | 21 466                                | 11 862                               |
| Cuba                 | Havana                                                      | Havana              | Espanhol                              | 11 382 820    | 110 861        | 137 000                               | 4 100                                |
| El Salvador          | San Salvador                                                | San Salvador        | Espanhol                              | 6 881 000     | 21 041         | 18 654                                | 5 600                                |
| Equador              | Quito                                                       | Guayaquil           | Espanhol                              | 13 363 593    | 272 045        | 41 402                                | 4 835                                |
| Guatemala            | Cidade da Guatemala                                         | Cidade da Guatemala | Espanhol                              | 14 655 189    | 108 890        | 30 299                                | 4 335                                |
| Haiti                | Porto Príncipe                                              | Porto Príncipe      | Francês e Crioulo haitiano            | 7 500 000     | 27 750         | 4 473                                 | 1 840                                |
| Honduras             | Tegucigalpa                                                 | Tegucigalpa         | Espanhol                              | 7 205 000     | 112 492        | 9 072                                 | 3 300                                |
| México               | Cidade do México                                            | Cidade do México    | Espanhol                              | 106 202 903   | 1 958 201      | 840 012                               | 11 369                               |
| Nicarágua            | Manágua                                                     | Manágua             | Espanhol                              | 5 487 000     | 130 000        | 5 301                                 | 3 100                                |
| Panamá               | Cidade do Panamá                                            | Cidade do Panamá    | Espanhol                              | 3 232 000     | 75 517         | 17 103                                | 8 593                                |
| Paraguai             | Assunção                                                    | Assunção            | Espanhol e Guarani                    | 5 734 139     | 406 752        | 9 527                                 | 5 339                                |
| Peru                 | Lima                                                        | Lima                | Espanhol, Quíchua                     | 28 675 628    | 1 285 215      | 107 000                               | 7 856                                |
| República Dominicana | Santo Domingo                                               | Santo Domingo       | Espanhol                              | 8 900 000     | 48 734         | 31 600                                | 9 377                                |
| Uruguai              | Montevideo                                                  | Montevidéu          | Espanhol                              | 3 415 920     | 176 215        | 19 127                                | 11 969                               |
| Venezuela            | Caracas                                                     | Caracas             | Espanhol                              | 27 730 469    | 916 445        | 181 608                               | 7 480                                |

### Consolidação política
Durante o colonialismo, eram obedecidos pelos cidadãos da América Latina as leis que os monarcas distantes aprovaram e quase não podiam discutir seus próprios assuntos. Como revolta, foram criados pelos latino-americanos seus próprios países, eram politicamente menos experientes. Por líderes que tiveram sensatez, como Simón Bolívar, não era considerado com prudência o estabelecimento de repúblicas na América Latina. O argumento dos líderes sensatos era de que o povo não era experiente em autogoverno. Porém, entre o México e a Argentina, a impetuosidade dos patriotas tinha visto o rumo da Revolução Francesa e da Revolução Americana. O desejo dos patriotas impetuosos era um governo republicano, com a esperança de acompanhamento do mesmo rumo. Para melhor entendimento dos problemas políticos da América Latina o importante é um pouco de conhecimento da história de certos países.

Mapa das Guerras entre a Espanha e suas colônias na América Latina:
Reação Realista
Território sob controle independentista
Território sob controle independentista
Espanha sob a invasão de Napoleão
Espanha sob a Revolução Liberal.

Até 1829, a Argentina era sucedida por governos fracos. Naquele ano, por Juan Manuel de Rosas (1793-1877), um rico proprietário de terras que liderava o seu próprio exército, foi assumido o poder e o político foi tornado ditador. Em 1852, houve a revolta da população contra Rosas e seu poderio foi derrubado. A partir de então, os milionários controlavam muitas partes da vida do país. Pela desonestidade das eleições e pelos militares revoltosos eram, acompanhadamente, colocados governantes autoritários na presidência. Na Argentina foi eleito o presidente Raúl Alfonsín em eleições diretas, voltando o país à democracia.
No Brasil, após a queda do monarca de Portugal em 1822, foi instituída pelo povo uma monarquia constitucional sendo chefe de Estado o imperador Pedro I. Entretanto, Dom Pedro perdeu a confiança do povo brasileiro porque seu governo foi um desastre. Em 1831, houve a abdicação do trono por Dom Pedro I favorecendo seu descendente, Pedro II (1825-1891). Por aproximadamente uma cinquentena de anos, durante o reinado de Pedro II, foi usufruído pelos brasileiros, em muitas partes, um governo representativo. O povo brasileiro foi adquirindo experiência de governo, como auxílio político ao país. Em 1888, ainda no final do Segundo Reinado, foi abolida a escravidão no Brasil. A união dos fazendeiros com as forças oposicionistas foi responsável pela obrigação da abdicação do trono de Dom Pedro em 1889. Então, foi proclamada a república no Brasil. Porém, à exceção pelo intervalo de tempo que vai de 1898 até 1910, o Brasil foi um país no qual quem quase sempre governou foram presidentes autoritários. A constituição de 1946 restabeleceu a totalidade da democracia. Em 1964, foi instituído pela Ditadura Militar de 1964 no país um governo de exceção, que terminou em 1985, com a eleição de Tancredo Neves, morto antes da posse, sendo substituído pelo seu vice, José Sarney.
No Chile, foi mantido pelos donos de terras o fato de controlarem o governo por cerca de 100 anos após o país ser proclamado independente. Com a constituição de 1833 foram estabelecidas eleições livres. O governo, porém, aprovou uma lei cujas exigências eram as propriedades dos eleitores e a sua alfabetização. O resultado da lei era a falta de direito do povo ao voto até a abolição do fato de o governo exigir propriedade, em 1874. Em 1920, houve a união dos partidos políticos onde eram incluídos como membros agricultores e operários. Os agricultores e operários venceram a maioria dos votos válidos das eleições naquele ano e mantiveram sua força política. Durante quase todo o século XX o Chile elegeu governos civis. Em 1970, o Chile foi o primeiro país do hemisfério ocidental que elegeu, por livre e espontânea vontade, um presidente que tinha o marxismo como ideologia política. Em 1973, pela primeira vez em aproximadamente 45 anos, houve a subida dos líderes militares ao poder no Chile.
Durante os primeiros tempos da história da república no México, os líderes militares lutaram violentamente pelo poder. Foi a chamada Revolução Mexicana, cujo tempo de duração foi de dez anos, de 1910 a 1920, que levou a reformar muitas coisas do país, inclusive a de um programa do governo que redistribuía terras. A partir de 1934, a estabilidade dos governos já promove o fato de o país progredir, realizando melhorias nas condições da sociedade e da economia.
Ditaduras têm tido muita frequência em repúblicas centro-americanas, exceto Costa Rica, que, há muitos anos, seu governo tem estabilidade e constitucionalidade.
Nas Antilhas, a forma de governo de Cuba é uma república comunista, e, no Haiti, a política tem violência e lutas assinaladas com pontos. Na República Dominicana, o governo ditatorial do general Rafael Trujillo Molina foi entre 1930 e 1961, ano em que ocorreu seu assassinato. Nos locais onde não há voto popular em seus representantes por meio de eleições livres, o governo muda muito, geralmente, pela força. Na maioria dos países da América Latina, é determinado pelas forças armadas, de maneira frequente, aquele que será o governante de seus países. Isto já ocorreu na maioria das nações, incluindo a Bolívia, o Equador, Honduras, o Paraguai, o Peru, a Argentina e a Venezuela.

### Relações internacionais
Simón Bolivar compreendeu a importância de se reunirem representantes das Américas. Em 1826, convocou uma conferência que visava reunir todas as novas repúblicas latino-americanas sob um só governo. Mas as nações não concordaram. Por mais de 60 anos, certas desconfianças nacionalistas impediram que as repúblicas tomassem qualquer medida para uma cooperação internacional.

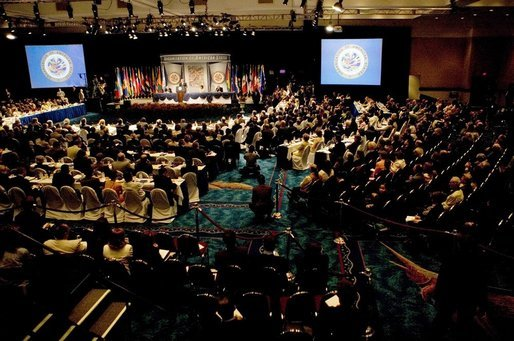
Assembleia-geral da Organização dos Estados Americanos (OEA) em 2005.

Finalmente, em 1890, os Estados Unidos e as repúblicas latino-americanas formaram a União Internacional das Repúblicas Americanas. Esta organização criou o Escritório Comercial das Repúblicas Americanas, que, em 1910, teve seu nome mudado para União Pan-Americana. O propósito da União Pan-Americana era estreitar as relações econômicas, culturais e políticas entre os países participantes. No início do século XX, foram realizadas várias reuniões. Em 1933, em Montevidéu, no Uruguai, os países-membros comprometeram-se a não interferir nos assuntos internos uns dos outros. Em 1936, em Buenos Aires, na Argentina, comprometeram-se a manter a paz no hemisfério ocidental.
Durante a Segunda Guerra Mundial, as repúblicas latino-americanas fixaram uma posição comum contra a Alemanha, a Itália e o Japão. Em 1947, o Tratado Interamericano de Assistência Recíproca, ou Tratado do Rio de Janeiro, declarava que os Estados Unidos, e 19 países latino-americanos resolveriam seus problemas pacificamente e que a agressão armada contra um deles seria considerada como agressão contra todos eles. Apenas a Nicarágua foi excluída, porque a maioria das outras nações não reconhecia o seu governo.
A Organização dos Estados Americanos (OEA) foi criada na nona Conferencia Pan-Americana, realizada em Bogotá, na Colômbia, em 1948. Inicialmente era constituída por 20 repúblicas latino-americanas e os Estados Unidos. Em 1962, Cuba, por ter um governo comunista, foi expulsa. Neste mesmo ano, os países da OEA, apoiaram o bloqueio dos Estados Unidos para impedir o desembarque de mísseis russos em Cuba. Em 1964, a OEA serviu de mediador na polêmica entre Estados Unidos e Panamá sobre as condições na Zona do Canal do Panamá. A OEA procura encontrar soluções pacíficas para todos os problemas surgidos entre seus membros, além de defender os princípios de justiça social, cooperação econômica e igualdade entre os homens, independente de raça, nacionalidade ou credo. Em 1970, a União Pan-Americana passou a chamar-se Secretariado Geral da OEA.

#### Estados Unidos

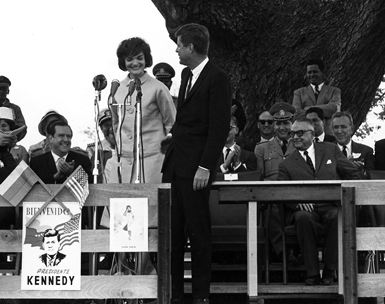
O presidente John F. Kennedy com a primeira dama Jacqueline Kennedy, em La Morita na Venezuela em 16 de dezembro de 1961. Esta foi a primeira visita de um presidente estadunidense àquele país. Nesta ocasião os presidentes Kennedy e Rómulo Betancourt firmaram o acordo da Aliança para o Progresso.

Os Estados Unidos tomaram sua primeira posição importante nos assuntos relacionados com o hemisfério ocidental quando formularam a Doutrina Monroe, em 1823. A Doutrina Monroe colocava as nações latino-americanas sob a proteção dos Estados Unidos. Durante muitos anos, a doutrina causou ressentimentos na América Latina.
Este ressentimento diminuiu um pouco na Conferência Pan-Americana de 1933. Todas as nações assinaram um pacto comprometendo-se a respeitar a Política da Boa Vizinhança apresentada por Franklin Delano Roosevelt. Era um tratado de não interferência que também previa um programa de intercâmbio de professores, estudantes, líderes culturais, conferencistas e tecnocratas. Os Estados Unidos enviaram vários profissionais das áreas tecnológicas à América Latina para ajudá-la a desenvolver seus sistemas de agricultura, indústria e educação, e a melhorar os serviços de saúde.
Em 3 de março de 1961, o presidente John F. Kennedy, dos Estados Unidos, lançou a ideia de um programa de cooperação multilateral destinado a acelerar o desenvolvimento econômico, cultural e social da América Latina. No dia 17 de agosto do mesmo ano, as nações latino-americanas aprovaram a iniciativa do presidente Kennedy e deram-lhe o nome de Aliança para o Progresso. A Aliança foi aprovada em reunião realizada em Punta del Este, no Uruguai. O programa inicial da Aliança para o Progresso, previsto para dez anos (1961-1971) contava com um empréstimo de 20 bilhões de dólares dos Estados Unidos aos países da América Latina. Este empréstimo deveria ser utilizado principalmente em cinco áreas: incentivo aos programas de reforma agrária; construção de habitações populares mas de boa qualidade; redução da mortalidade infantil; distribuição equitativa da renda nacional; erradicação do analfabetismo. Por volta de 1970, muitos países latino-americanos já haviam iniciado seus programas de reformas econômicas e sociais, mas pouco havia sido feito para melhorar os níveis de vida.

#### Outros países
As relações do Reino Unido com a América Latina foram quase que exclusivamente comerciais. Houve disputas de menor importância com alguns países latino-americanos, mas nunca a Grã-Bretanha tentou estender suas possessões além de Belize, da Guiana Inglesa (hoje Guiana independente), das ilhas Malvinas, e de algumas ilhas das Antilhas.[carece de fontes?] Os ingleses investiram somas vultosas na América Latina em fábricas de enlatados, utilidades públicas e estradas de ferro, no século XIX e início do século XX.
As relações com a França foram, principalmente, de caráter cultural. Alguns latino-americanos, em especial os argentinos, buscavam em Paris inspiração para sua arte. Mas a França pouco participou da vida política das repúblicas, exceto por um breve espaço de tempo, na década de 1860. Naquela ocasião, Napoleão III enviou um exército ao México e fez de Maximiliano imperador do México. Entre 1864 e 1867, os mexicanos derrotaram os franceses e executaram Maximiliano.
Na Primeira Guerra Mundial, Brasil, Costa Rica, Cuba, Guatemala, Haiti, Honduras, Nicarágua e Panamá, declararam guerra à Alemanha. Apenas o Brasil, porém, enviou um contingente de tropas para a frente de batalha. Três outros países cortaram relações diplomáticas com a Alemanha, mas a Argentina e outras oito nações permaneceram neutras. Após a guerra, a maioria dos países latino-americanos ingressou na Liga das Nações.
Na Segunda Guerra Mundial, os latino-americanos recrutaram soldados para dar apoio aos Estados Unidos depois que o Japão atacou a base norte-americana de Pearl Harbor, Havaí, em dezembro de 1941. Todos declararam guerra às forças do Eixo, embora somente Brasil e México tenham fornecido tropas aos Aliados. Os países latino-americanos tomaram-se membros das Nações Unidas. Formam um dos grupos mais fortes na Assembleia Geral das Nações Unidas.

## Economia
A maior ou menor presença de população ativa no setor primário é um dos elementos que caracterizam o grau de desenvolvimento de uma região. Considerando que a América Latina reúne países em desenvolvimento (a exceção é o Haiti, o único país da região considerado subdesenvolvido), é natural que grande parte da população ocupa o setor primário. Somente alguns países apresentam significativas parcelas da população economicamente ativa no setor secundário. Mas, é o setor terciário que mais tem crescido em quase todos os países latino-americanos.

### Extrativismo e agropecuária

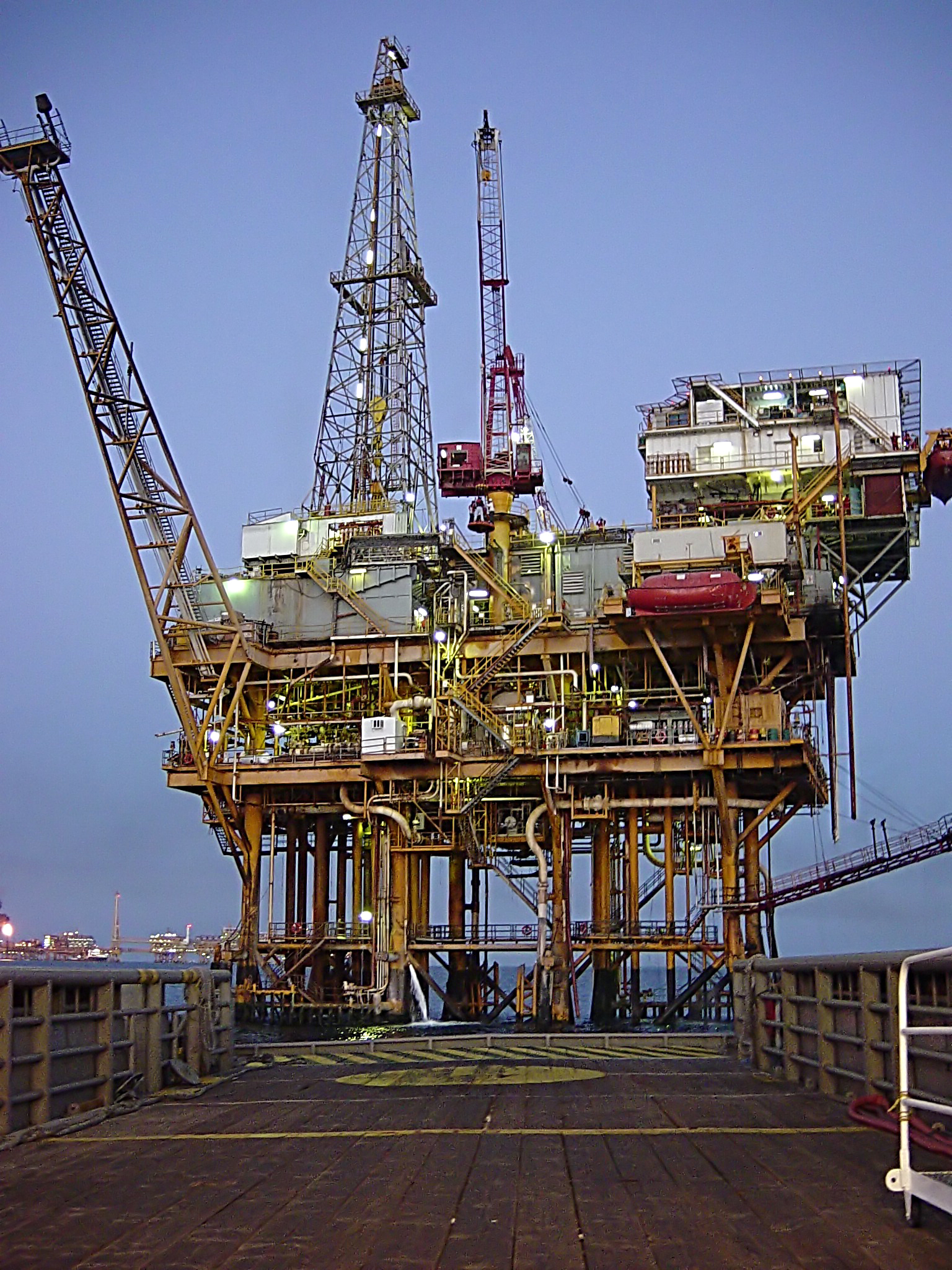
Plataforma da empresa petroleira mexicana PEMEX no Golfo do México.

A caça, como base econômica de sobrevivência, é praticada na América somente por esparsos grupos indígenas em via de integração. A pesca, além de atividade econômica de valor regional para todos os países que apresentam extensões litorâneas, tem especial importância para o Peru, maior exportador de pescado da América Latina, embora o Chile seja o maior produtor.
O extrativismo vegetal aparece sempre como atividade complementar da agricultura e da pecuária, merecendo destaque a extração do látex da seringueira, em toda a Floresta Amazônica (Brasil, Colômbia, Peru e Bolívia); do quebracho, no pantanal (Argentina, Paraguai e Brasil); de madeira, em quase toda a América Central, Brasil e Chile; e ainda de babaçu e carnaúba, no Brasil.
O extrativismo mineral tem considerável importância em praticamente todos os países latino-americanos, ainda que muitas vezes a exploração seja realizada graças a capitais estrangeiros. Na extração do petróleo, possuem grande destaque México, Venezuela, Brasil, Argentina, Colômbia e Equador.
O Brasil é o segundo produtor mundial de ferro; o Chile, o Peru, sendo o Chile o maior produtor do mundo; o Brasil é um dos cinco maiores produtores mundiais de manganês, além de grande produtor de estanho, minério do qual a Bolívia é grande exportadora.
A América Latina destaca-se ainda por sua produção de chumbo (Peru e México), níquel (Cuba), prata (México e Peru), zinco (Peru), bauxita (Brasil e Venezuela) e platina (Colômbia).
A América Latina, que inclui essencialmente países subdesenvolvidos, de maneira geral é pouco industrializada, ficando sua economia subordinada à agropecuária e à mineração. Mesmo com essa dependência agrícola, a maior parte de suas terras é cultivada de forma extensiva e possui um reduzido PIB per capita. Em muitos países, a atividade agrícola ainda se desenvolve segundo os moldes do período colonial: grandes propriedades, pertencentes a poucas famílias, cuja produção se destina quase integralmente ao mercado externo. Devido principalmente à concentração das terras mais férteis nas mãos de poucos proprietários e ao grande número de agricultores sem terras para cultivar, surgiram nessas áreas muitos conflitos fundiários, o que originou projetos de reforma agrária que visam à distribuição mais igualitária da terra, em países como México, Bolívia, Chile, Peru[carece de fontes?] e Cuba.

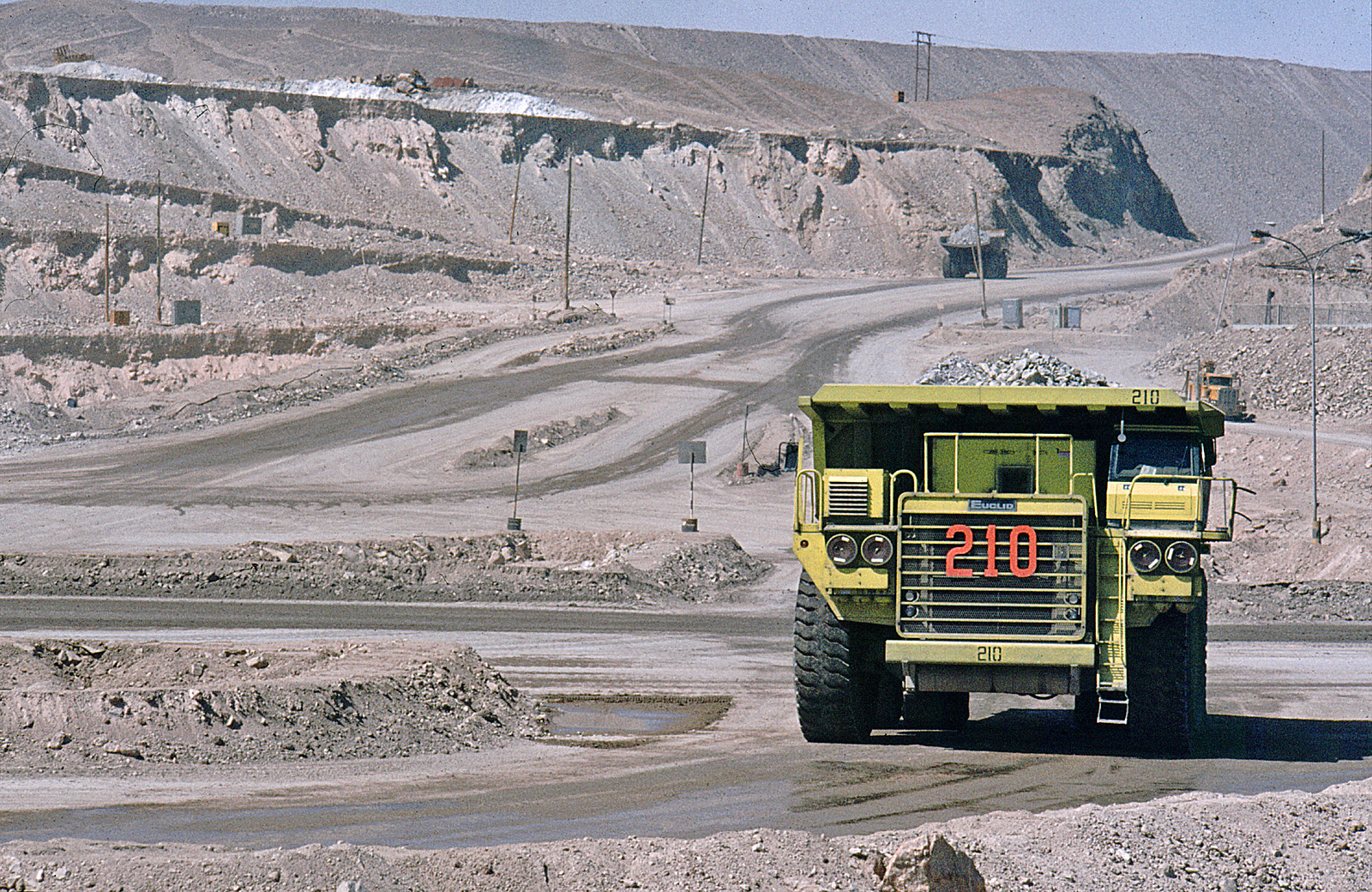
Chuquicamata, a maior mina a céu aberto do mundo, próxima à cidade de Calama, no Chile.

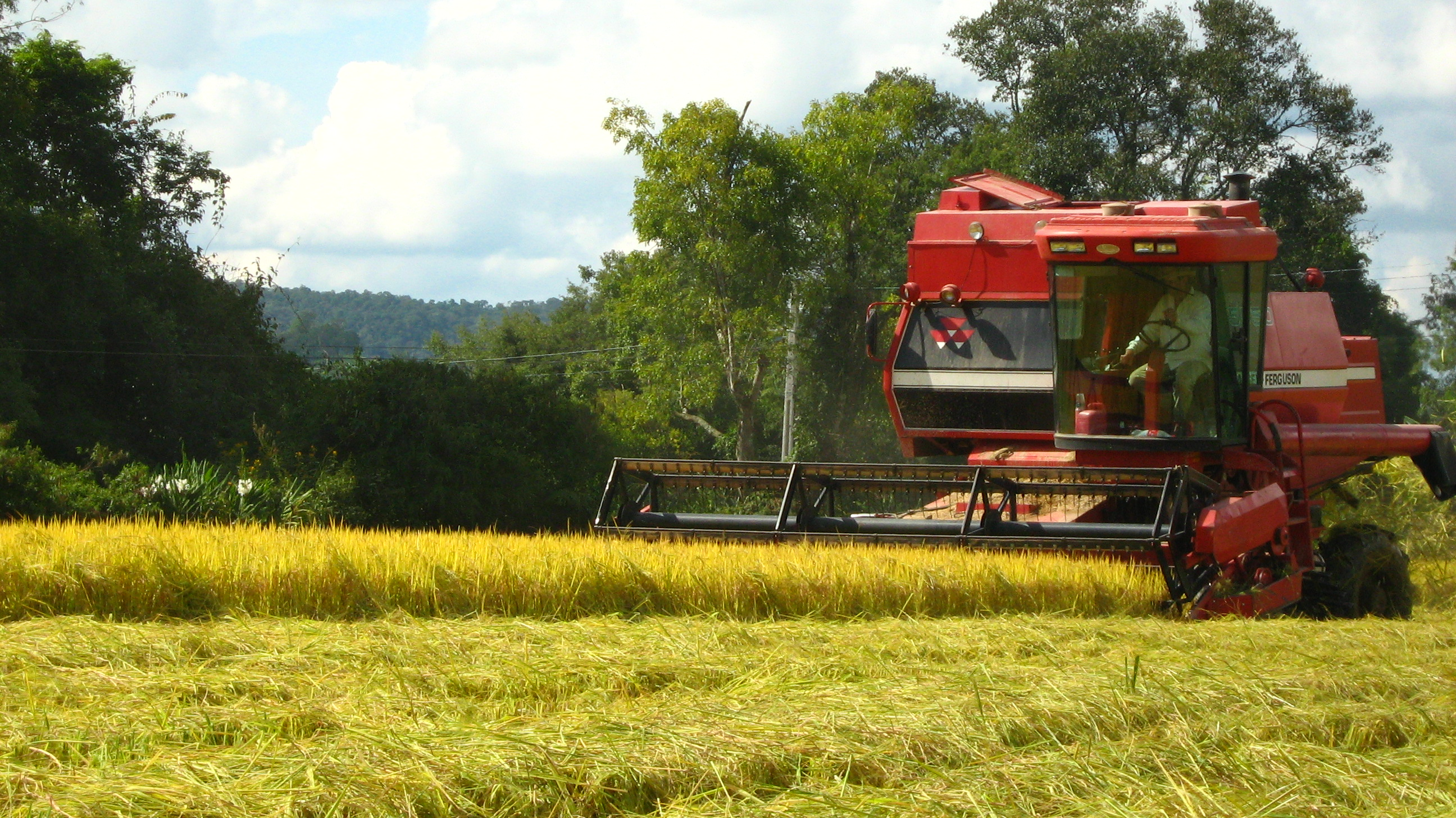
Colheitadeira em uma plantação de arroz em Santa Catarina. O Brasil é o terceiro maior exportador de produtos agrícolas do mundo.

Em todos os países da América Latina é possível identificar basicamente dois tipos de agricultura: a de subsistência, praticada com o uso de técnicas primitivas, e a de caráter comercial, em geral monoculturas realizadas em grandes extensões de terra e, com frequência, dependentes de investimentos estrangeiros. Como exemplos característicos desse sistema, podemos citar o café, responsável por uma parte substancial das rendas de exportação da Colômbia, Costa Rica, Guatemala e El Salvador, e a banana, com igual importância para o Panamá e Honduras, além de outros produtos de menor expressão.
A pecuária, atividade de grande destaque na América Latina, é praticada em todos os países, ainda que de formas diferentes. A pecuária extensiva é realizada em grandes propriedades e sem o emprego de técnicas especiais; já na intensiva, utilizam-se técnicas de seleção do plantio, isto é, animais de boa raça, e cultivam-se pastagens. Os rebanhos mais numerosos na América latina, pela ordem, são os de bovinos, suínos e ovinos. Brasil, Argentina e México são os países que possuem a maior quantidade de cabeças de gado.
Significativa parte do desenvolvimento da agropecuária de alguns países, especialmente Brasil, Argentina e Uruguai, deve-se às cooperativas agropecuárias desses países, organizadas a partir do início do século XX. Hoje elas detêm significa parcela da economia agropecuária e são responsáveis pela organização da produção, pela armazenagem, processamento e comercialização de muitos produtos, especialmente leite, suínos, aves, soja, milho, trigo, arroz e algodão, entre outros. As cooperativas voltadas à produção de grãos, a partir da década de 1970, passaram a investir no processamento da produção, inicialmente no esmagamento da soja para produção de óleo degomado, depois no seu refino e, mais tarde, na produção de produtos destinados ao varejo, como óleo comestível, margarinas, maioneses e outros. As cooperativas também investiram pesadamente na organização da produção de aves e suínos, no seu processamento e comercialização nos mercados interno e externo.
A consequência dessa atuação foi a ampliação da produção, o enriquecimento das comunidades do interior e a agregação de valor à produção. O mais importante de tudo, no entanto, é que essa atuação das cooperativas propiciou a contínua e crescente libertação dos agricultores associados do jugo da intermediação na comercialização da produção. Embora o sistema cooperativista tenha vivenciado, também, crises de várias cooperativas em vários estados, por razões as mais diversas, os benefícios das cooperativas sobrevivente são infinitamente maiores do que os problemas que atravessaram. No Brasil, as cooperativas agropecuárias estão mais presentes nos estados do Rio Grande do Sul, Santa Catarina, Paraná, São Paulo, Mato Grosso, Mato Grosso do Sul e Goiás, que são as principais regiões agrícolas.

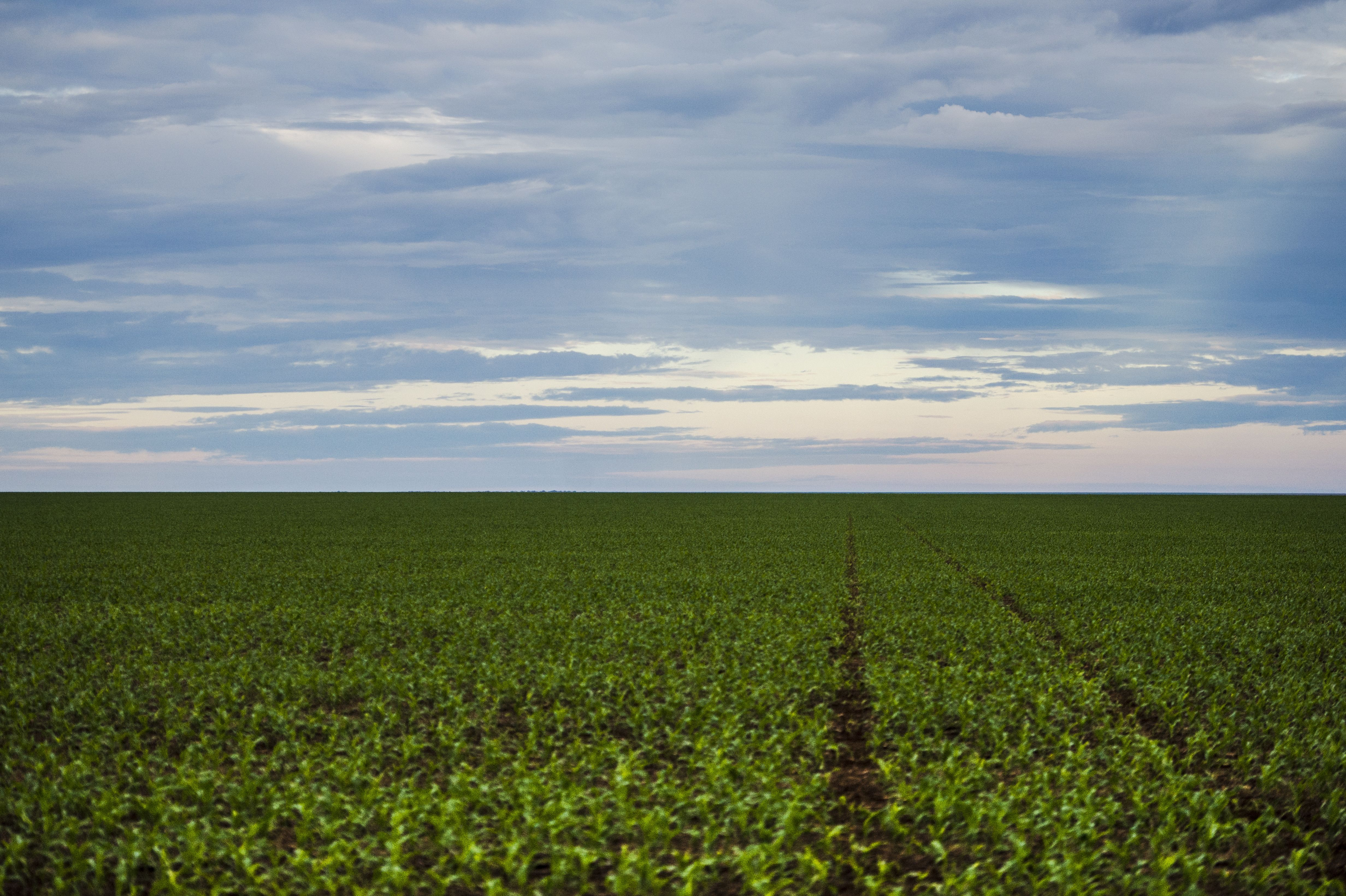
Plantação de soja no Mato Grosso. Em 2020, o Brasil era o maior produtor mundial, com 130 milhões de toneladas. A América Latina produz metade da soja do mundo.

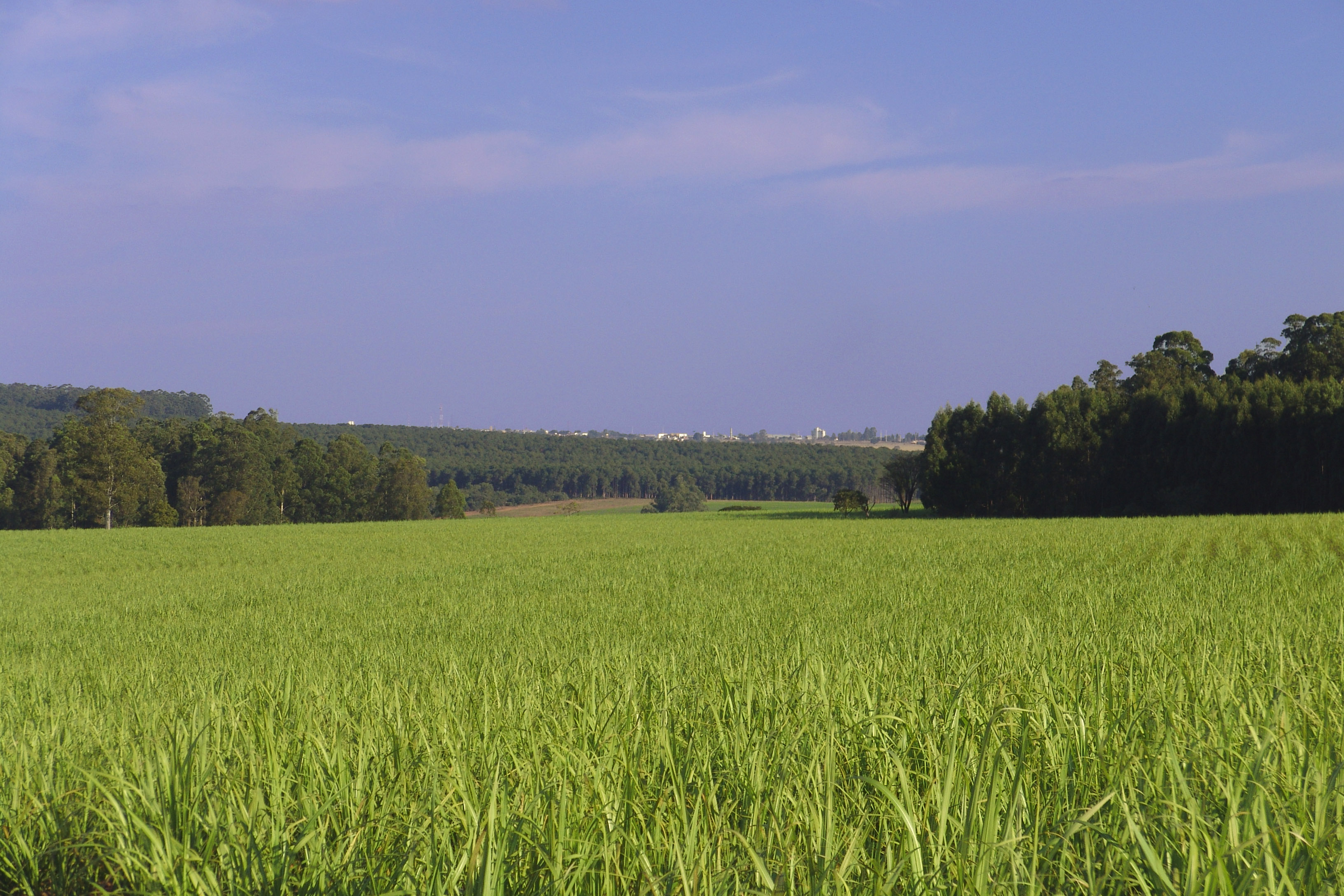
Cana-de-açúcar em São Paulo. Em 2018, o Brasil era o maior produtor mundial, com 746 milhões de toneladas. A América Latina produz mais da metade da cana-de-açúcar do mundo.

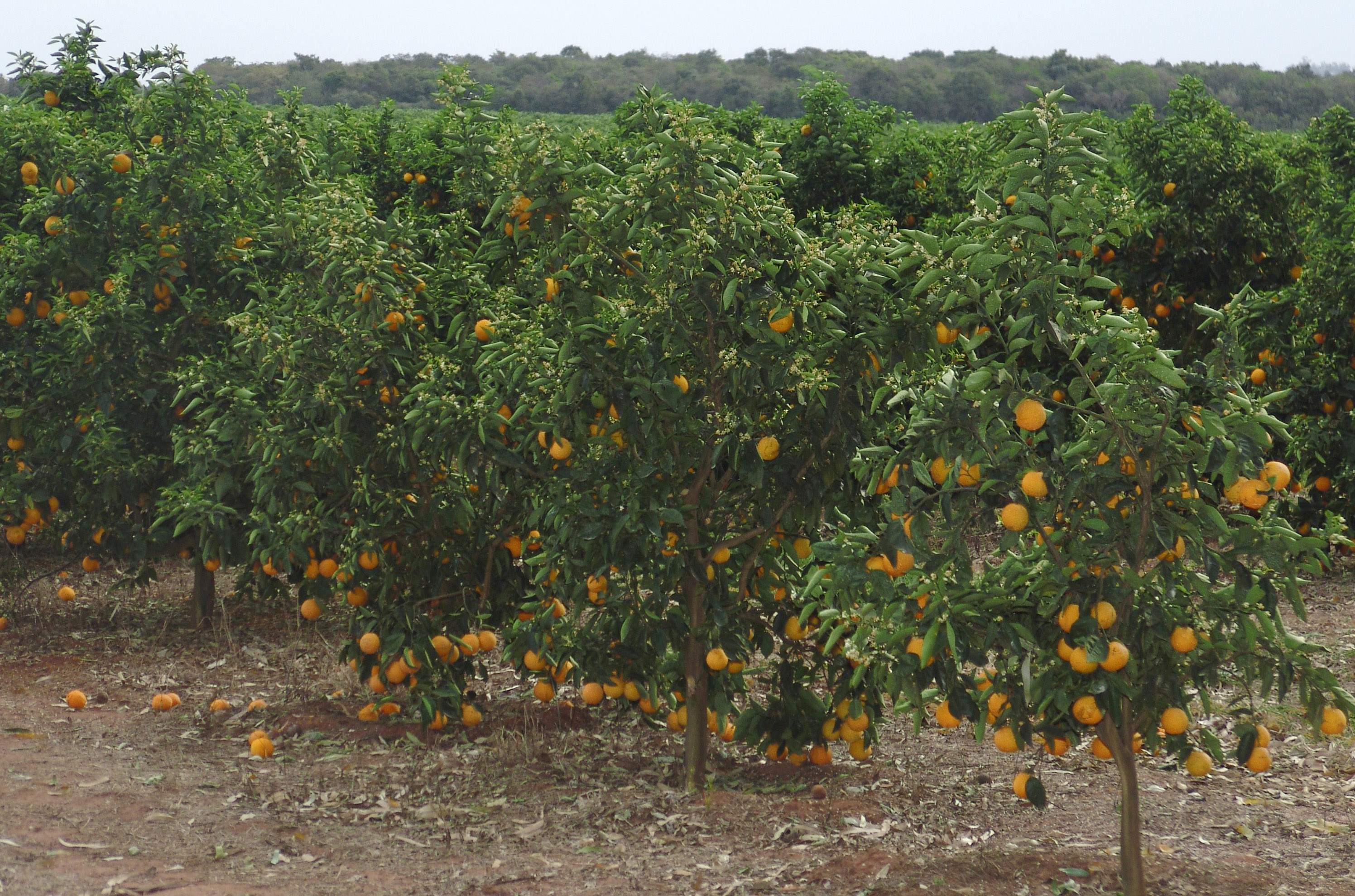
Laranja em São Paulo. Em 2018, o Brasil era o maior produtor mundial, com 17 milhões de toneladas. A América Latina produz 30% das laranjas do mundo.

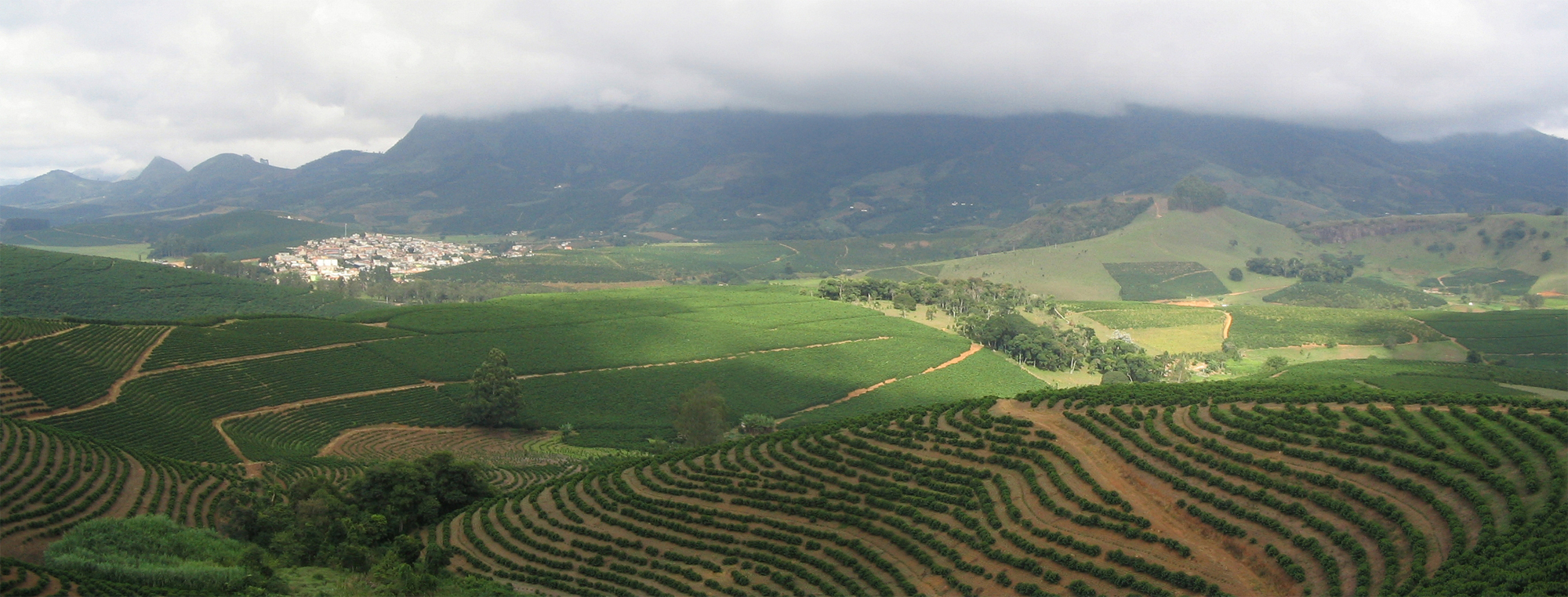
Café em Minas Gerais. Em 2018, o Brasil era o maior produtor mundial, com 3,5 milhões de toneladas. A América Latina produz metade do café do mundo.

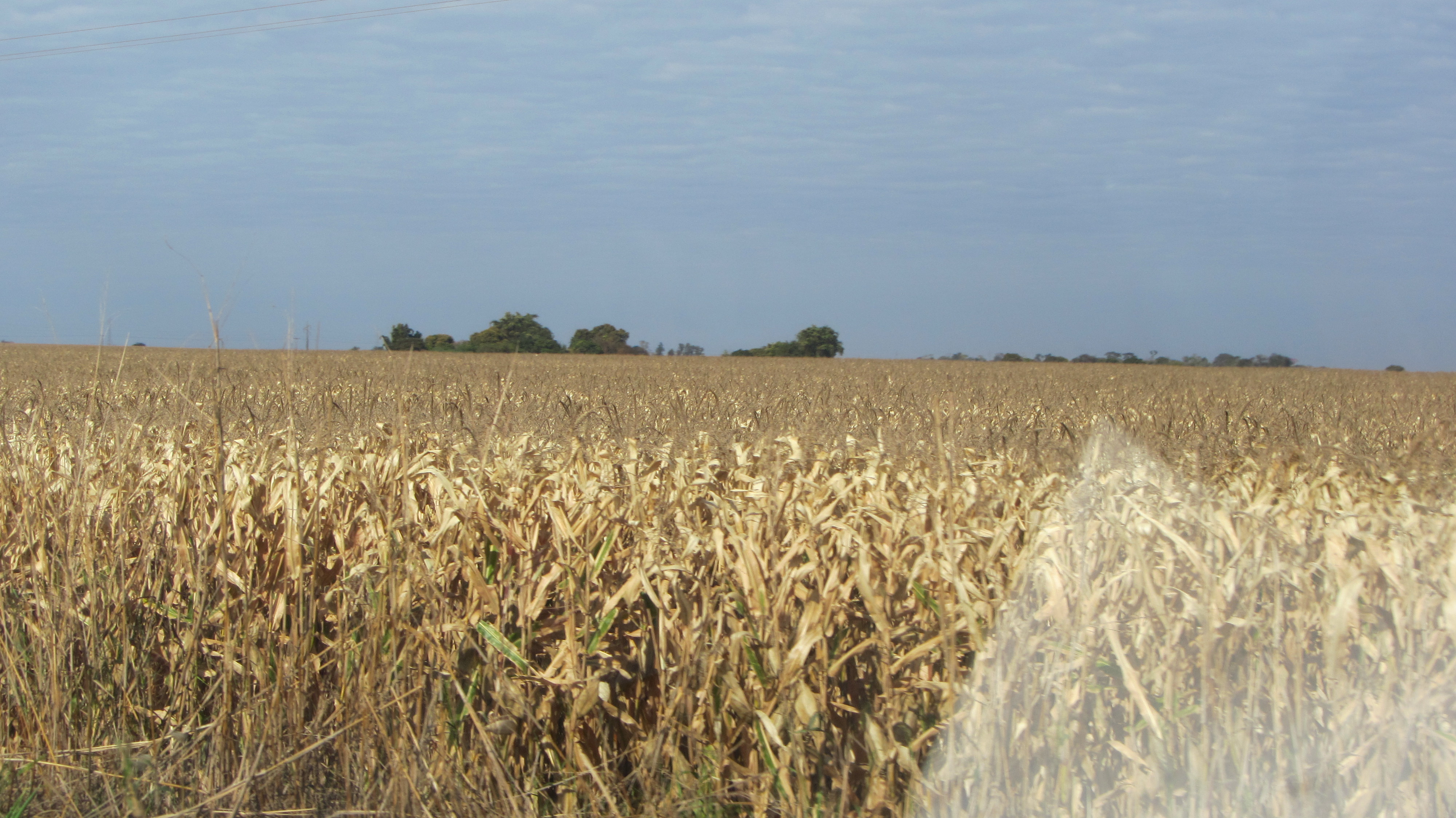
Milho em Dourados. Brasil, Argentina e México estão entre os 10 maiores produtores mundiais

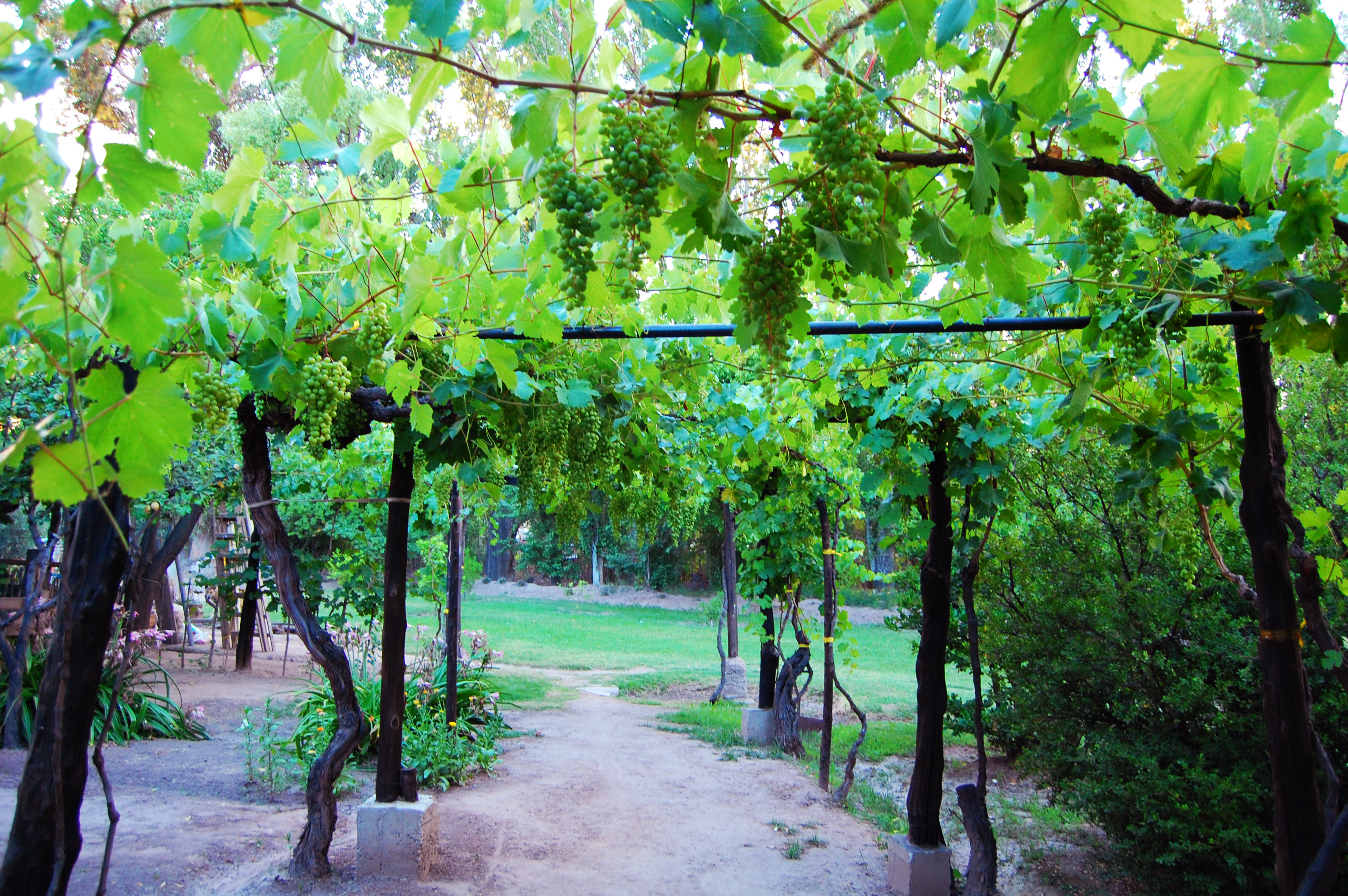
Plantação de uvas na Argentina. A Argentina e o Chile estão entre os 10 maiores produtores de uvas e vinho do mundo, e o Brasil está entre os 20 maiores

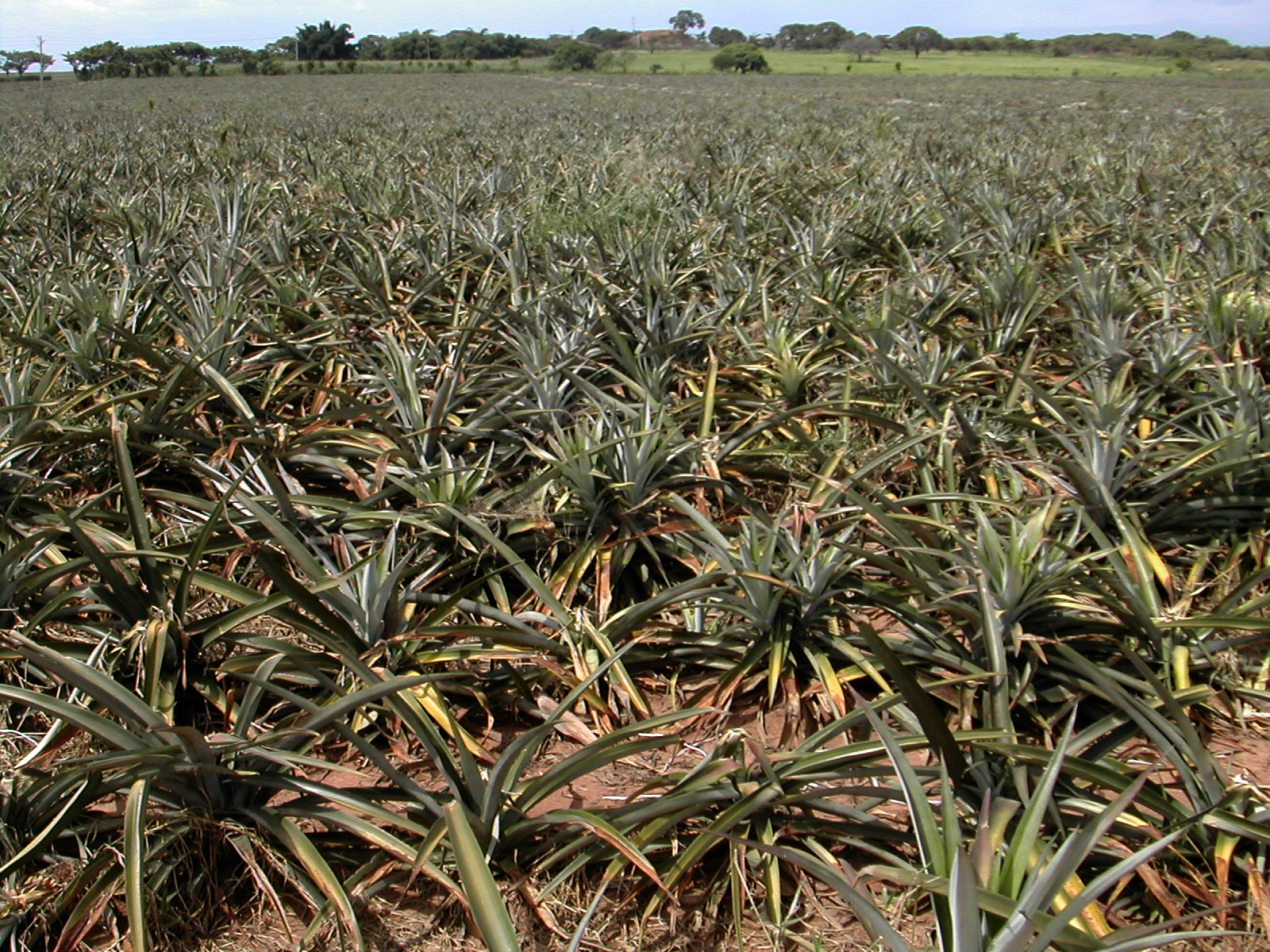
Abacaxi em Veracruz, México. A América Latina produz 35% do abacaxi mundial

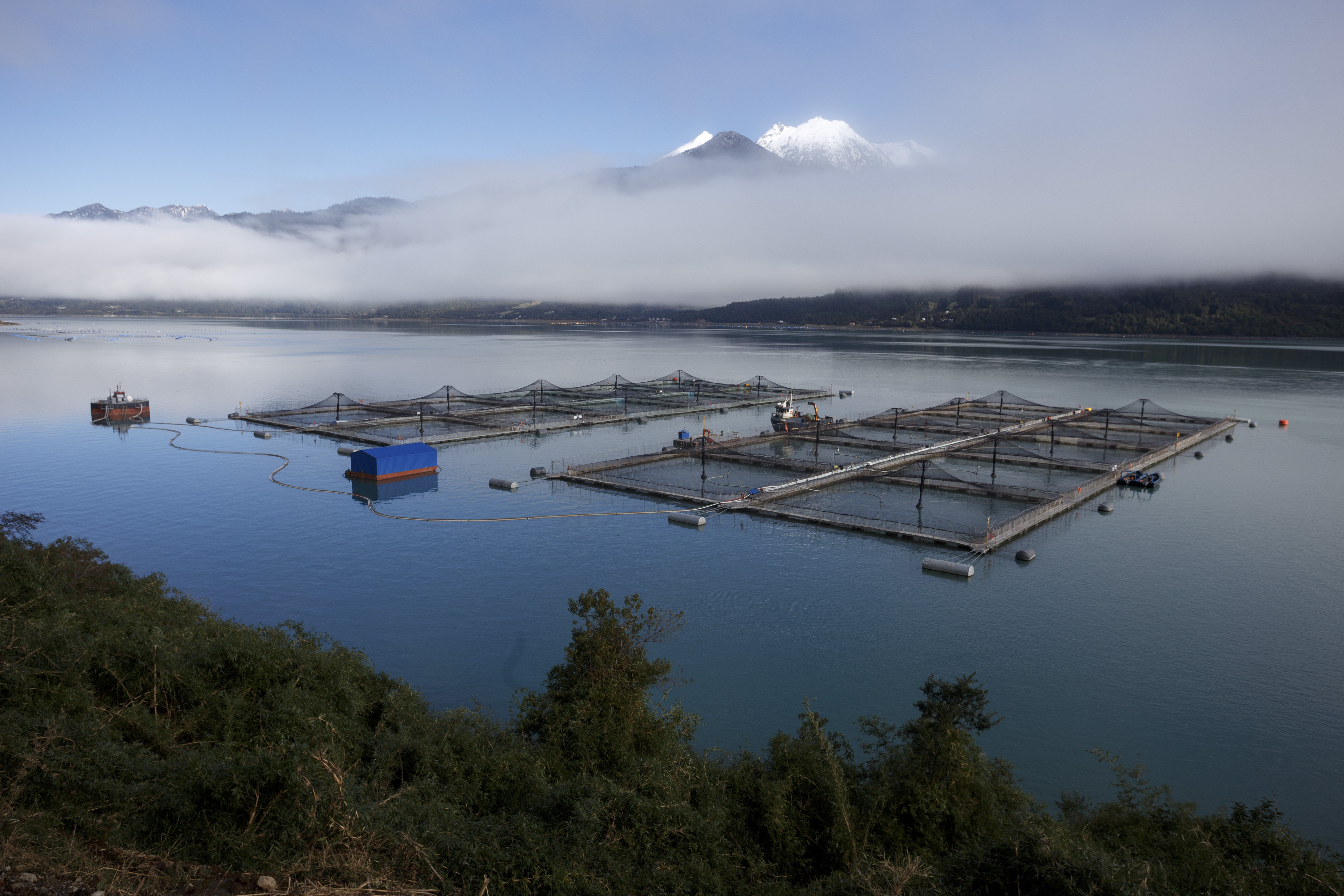
Criação de salmão no Chile. Um terço de todo o salmão vendido no mundo vem do país

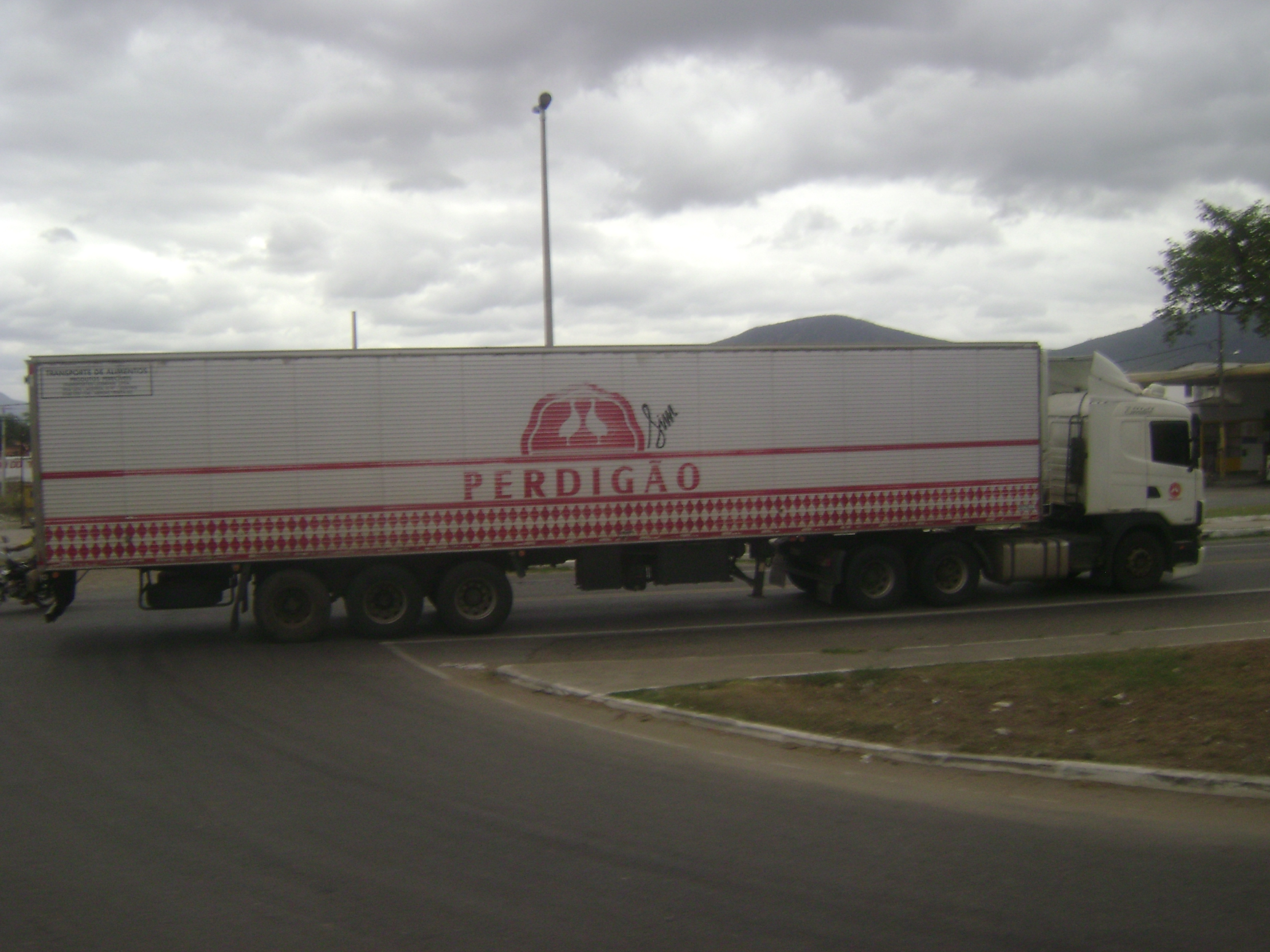
Caminhão de uma empresa de carnes no Brasil. A América Latina produz 25% da carne bovina e de frango do mundo

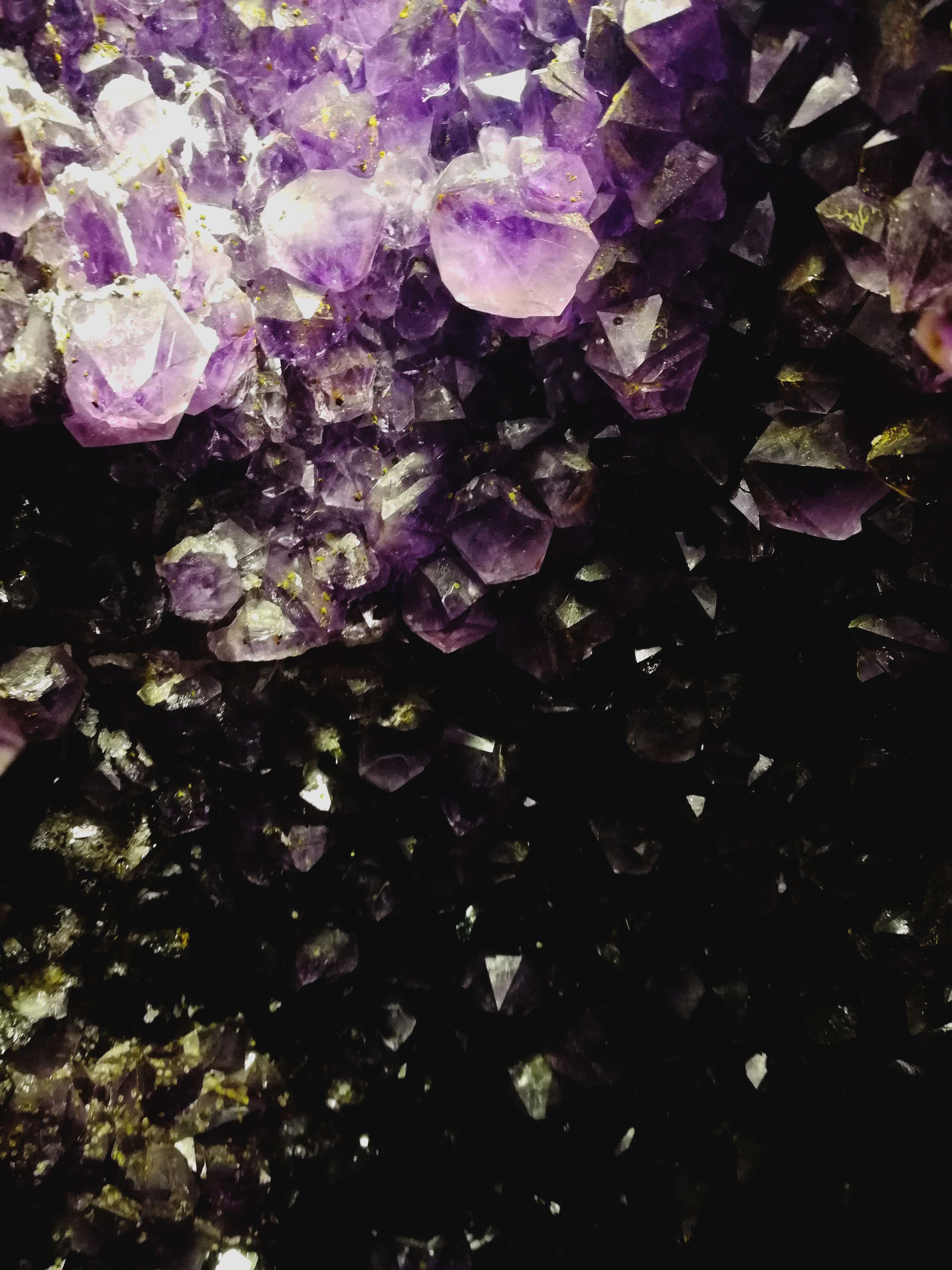
Mina de ametista em Ametista do Sul. A América Latina é um grande produtor de gemas como ametista, topázio, esmeralda, água-marinha e turmalina.

Os quatro países com a maior agricultura na América do Sul são Brasil, Argentina, Chile e Colômbia:
- O Brasil é o maior produtor mundial de cana-de-açúcar, soja, café, laranja, guaraná, açaí e castanha do pará; é um dos 5 maiores produtores de milho, mamão, tabaco, abacaxi, banana, algodão, feijão, coco, melancia e limão; e é um dos 10 maiores produtores mundiais de cacau, caju, abacate, caqui, manga, goiaba, tangerina, arroz, sorgo e tomate. Também está entre os 15 maiores produtores mundiais de uva, maçã, melão, amendoim, figo, pêssego, cebola, borracha natural e azeite de dendê;
- A Argentina é um dos 5 maiores produtores mundiais de soja, milho, girassol, limão e pêra, um dos 10 maiores produtores mundiais de cevada, uva, alcachofra, tabaco e algodão e um dos 15 maiores produtores mundiais de trigo, cana-de-açúcar, sorgo e toranja;
- O Chile é um dos 5 maiores produtores mundiais de cereja e cranberry e um dos 10 maiores produtores mundiais de uva, maçã, kiwi, pêssego, ameixa e avelã, com foco na exportação de frutas de alto valor;
- A Colômbia é um dos 5 maiores produtores mundiais de café, abacate e óleo de palma, e um dos 10 maiores produtores mundiais de cana-de-açúcar, banana, abacaxi e cacau;
- Peru é um dos 5 maiores produtores de abacate, mirtilo, alcachofra e aspargos, um dos 10 maiores produtores mundiais de café e cacau, um dos 15 maiores produtores mundiais de batatas e abacaxi, e também tem uma produção significativa de uva, cana-de-açúcar, arroz, banana, milho e mandioca; sua agricultura é notavelmente diversificada;
- A agricultura do Paraguai está em desenvolvimento, sendo atualmente o sexto maior produtor de soja do mundo e entrando na lista dos 20 maiores produtores de milho e cana do açúcar.[199]

Na América Central, destacam-se:
- Guatemala, um dos 10 maiores produtores mundiais de café, cana-de-açúcar, melão e borracha natural, e um dos 15 maiores produtores de banana e óleo de palma no mundo;
- Honduras, que é um dos 5 maiores produtores de café do mundo e um dos 10 maiores produtores de óleo de palma;
- Costa Rica, que é o maior produtor mundial de abacaxi;
- República Dominicana, que é um dos 5 maiores produtores mundiais de mamão e abacate, e um dos 10 maiores produtores de cacau.

O México é o maior produtor mundial de abacate, um dos cinco principais produtores mundiais de pimenta, limão, laranja, manga, mamão, morango, toranja, abóbora e aspargos, e um dos 10 maiores produtores mundiais de cana-de-açúcar, milho, sorgo, feijão, tomate, coco, abacaxi, melão e mirtilo.
O Brasil é o maior exportador mundial de carne de frango: 3,77 milhões de toneladas em 2019. O país é dono do segundo rebanho do maior rebanho bovino do mundo, 22,2% do rebanho mundial. O país foi o segundo maior produtor de carne bovina em 2019, responsável por 15,4% da produção mundial. Foi também o terceiro maior produtor de leite do mundo em 2018. Este ano o país produziu 35,1 bilhões de litros. Em 2019, o Brasil era o 4º maior produtor de carne de porco do mundo, com quase 4 milhões de toneladas.
Em 2018, a Argentina era o quarto maior produtor de carne bovina do mundo, com uma produção de 3 milhões de toneladas (atrás apenas dos Estados Unidos, Brasil e China). O Uruguai também é um grande produtor de carne bovina. Em 2018, produziu 589 mil toneladas.
Na produção de carne de frango, o México está entre os 10 maiores produtores do mundo, a Argentina entre os 15 maiores e Peru e Colômbia entre os 20 maiores. Na produção de carne bovina, o México é um dos 10 maiores produtores do mundo e a Colômbia um dos 20 maiores produtores. Na produção de suínos, o México está entre os 15 maiores produtores do mundo. Na produção de mel, a Argentina está entre os 5 maiores produtores do mundo, o México entre os 10 maiores e o Brasil entre os 15 maiores. Em termos de produção de leite de vaca, o México está entre os 15 maiores produtores do mundo e a Argentina entre os 20.
Na produção de petróleo, o Brasil foi o 10º maior produtor mundial de petróleo em 2019, com 2,8 milhões de barris/dia. O México foi o 12º maior produtor, com 2,1 milhões de barris/dia. A Colômbia vinha em 22º lugar com 886 mil barris/dia, a Venezuela em 23º lugar com 877 mil barris/dia, o Equador em 28º com 531 mil barris/dia e a Argentina em 29º com 507 mil barris/dia. Como a Venezuela e o Equador consomem pouco petróleo e exportam a maior parte de sua produção, eles fazem parte da OPEP. A Venezuela registrou uma queda acentuada na produção após 2015 (onde produziu 2,5 milhões de barris/dia), caindo em 2016 para 2,2 milhões, em 2017 para 2 milhões, em 2018 para 1,4 milhões e em 2019 para 877 mil, por falta de investimentos.
Na produção de gás natural, em 2018, a Argentina produziu 1,524 bcf (bilhões de pés cúbicos), o México 999, a Venezuela 946, Brasil 877, Bolívia 617, Peru 451, Colômbia 379.
O Brasil é o segundo maior exportador mundial de minério de ferro, possui 98% das reservas conhecidas de nióbio no mundo e é um dos 5 maiores produtores mundiais de bauxita, manganês e estanho, além de ter produções consideráveis de cobre, ouro e níquel. O Chile contribui com cerca de um terço da produção mundial de cobre. Em 2018, o Peru era o segundo maior produtor de prata e cobre do mundo e o sexto produtor de ouro (os 3 metais que mais geram valor), bem como era o terceiro maior produtor mundial de zinco e estanho e o quarto de chumbo. A Bolívia é o quinto maior produtor de estanho, o sétimo produtor de prata e o oitavo produtor de zinco do mundo.
O México é o maior produtor de prata do mundo, representando quase 23% da produção mundial, produzindo mais de 200 milhões de onças em 2019. Também possui importantes cobre e zinco e produz uma quantidade significativa de ouro.
Acerca das pedras preciosas, o Brasil é o maior produtor mundial de ametista, topázio, ágata e é um dos principais produtores mundiais de turmalina, esmeralda, água marinha, granada e opala. Também há produção considerável de ametista no Uruguai e na Bolívia. Na produção de esmeralda, a Colômbia é o maior produtor mundial. A Guiana é um grande produtor de diamante.

### Indústria e comércio

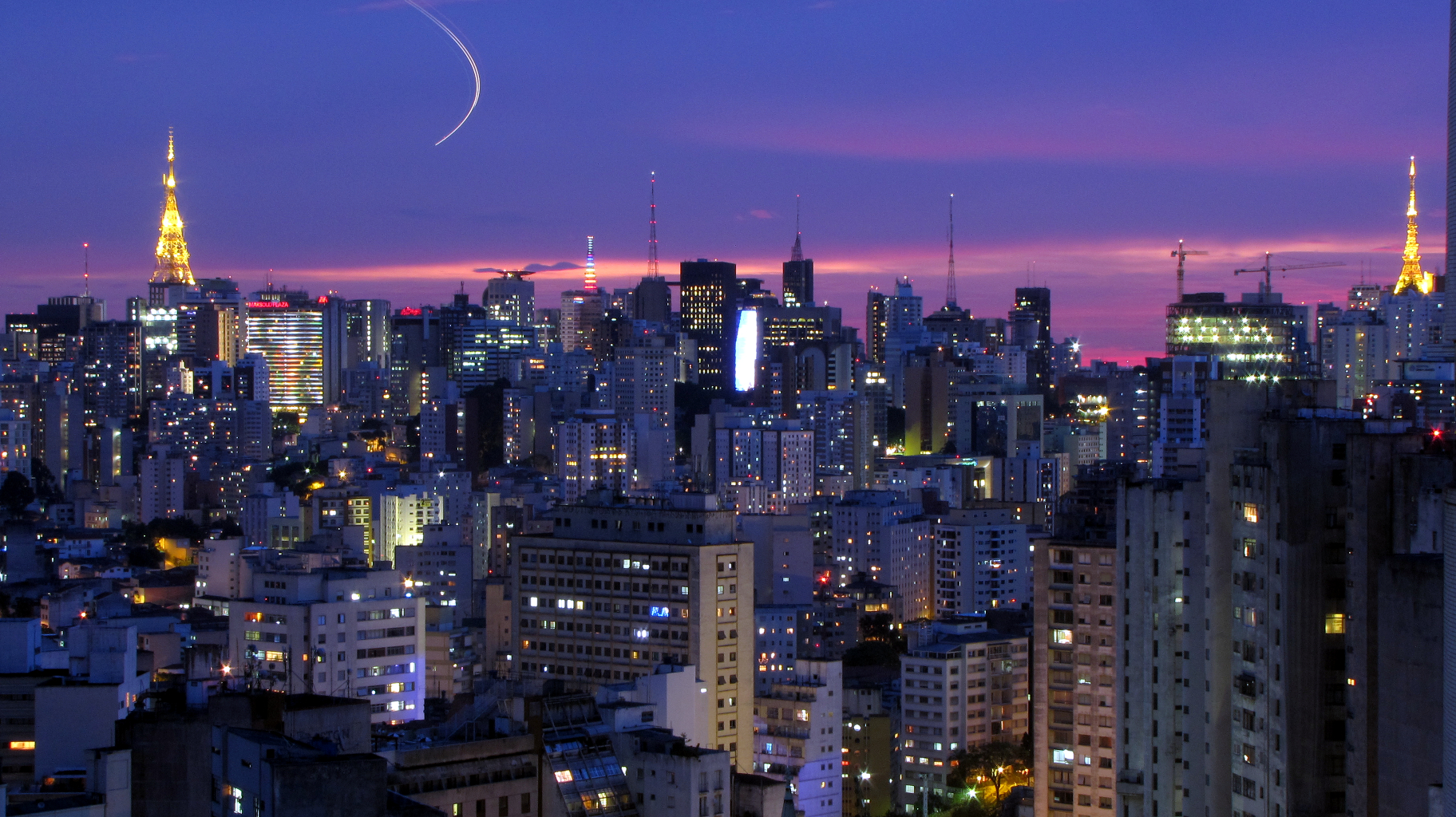
São Paulo, Brasil, um dos maiores e mais ricos centros urbanos da região.

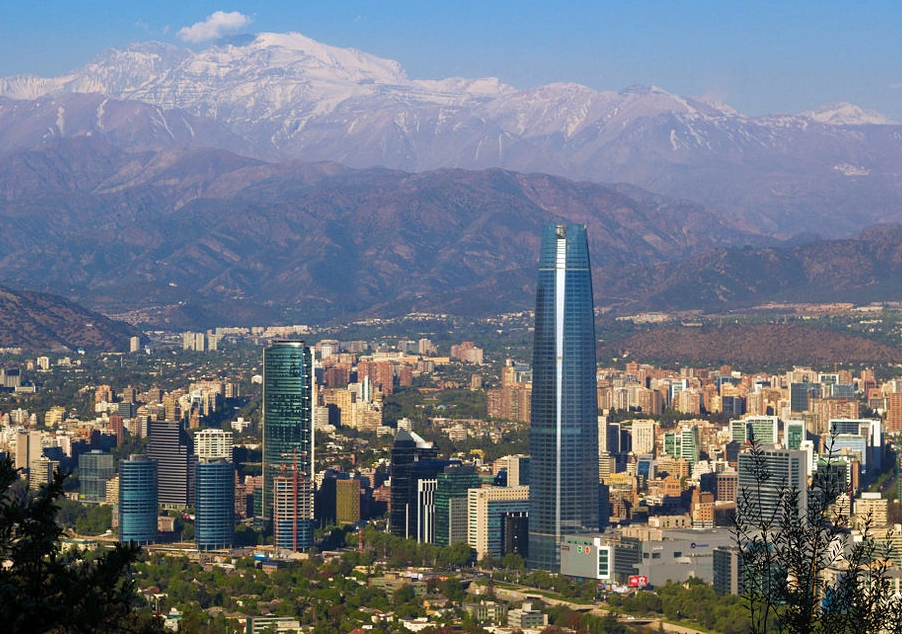
Sanhattan, o centro financeiro de Santiago, no Chile. Em destaque, o edifício Gran Torre Santiago em construção, o arranha-céu mais alto da América Latina.

O Banco Mundial lista os principais países produtores a cada ano, com base no valor total da produção. Pela lista de 2019, o México tem a 12ª indústria mais valiosa do mundo (US$ 217,8 bilhões), o Brasil tem a 13ª indústria mais valiosa do mundo (US$ 173,6 bilhões), a Venezuela a 30ª maior (US$ 58,2 bilhões, mas depende do petróleo para obter esse valor), a Argentina era a 31ª maior ($ 57,7 bilhões), Colômbia a 46º maior ($ 35,4 bilhões), Peru a 50º maior ($ 28,7 bilhões) e Chile a 51º maior ($ 28,3 bilhões).
O Brasil é o líder industrial da América do Sul. Na indústria de alimentos, o Brasil foi o segundo maior exportador mundial de alimentos processados em 2019. Em 2016, o país foi o 2º produtor de celulose no mundo e o 8º produtor de papel. No setor de calçados, em 2019, o Brasil ocupou o 4º lugar entre os produtores mundiais. Em 2019, o país foi o 8º produtor de veículos e o 9º produtor de aço do mundo. Em 2018, a indústria química brasileira ocupava a 8ª posição mundial. Na indústria têxtil, o Brasil, embora estivesse entre os 5 maiores produtores do mundo em 2013, estava mal integrado ao comércio mundial. No setor de aviação, o o Brasil tem a Embraer, a terceira maior fabricante de aeronaves do mundo, atrás apenas da Boeing e Airbus.
Na América Latina, são apenas três países que se destacam pela produção industrial: Brasil, Argentina, México e, em menor escala o Chile. Iniciada tardiamente, a industrialização desses países tomou grande impulso a partir da Segunda Guerra Mundial: esta impediu os países em guerra de comprar os produtos que estavam habituados a importar e de exportar o que produziam.
Nessa época, beneficiando-se das abundantes matérias-primas locais, dos baixos salários pagos à mão de obra e de uma certa especialização trazida pelos imigrantes, países como Brasil, México e Argentina, além de Venezuela, Chile, Colômbia e Peru, puderam implantar expressivos parques industriais. De maneira geral, nesses países sobressaem indústrias que exigem pouco capital e tecnologia simples para sua instalação, como as indústrias de beneficiamento de produtos alimentícios e têxteis. Destacam-se também as indústrias de base (siderúrgicas, etc.), além das metalúrgicas e mecânicas.
Os parques industriais brasileiro, mexicano, argentino e chileno apresentam, contudo, uma diversidade e sofisticação muito maiores, produzindo artigos de avançada tecnologia. Nos demais países latino-americanos, principalmente da América Central, predominam indústrias de beneficiamento de produtos primários para exportação.
A porcentagem de população ativa empregada no setor terciário depende bastante do nível de desenvolvimento de cada país. É maior nas nações latinas mais industrializadas - Brasil, Argentina, Colômbia e México -, reduzindo-se nos demais países. Assim, a atividade comercial, que é a mais importante desse setor, apresenta pesos diferentes conforme o país, ainda que constitua uma importante fonte de recursos.
As exportações da maior parte dos países da América Latina ainda se apoiam em produtos naturais, cujos preços no mercado internacional oscilam muito, não representando grande aumento de divisas. Um dos fatores que criam sérias dificuldades ao desenvolvimento econômico e à integração social da América Latina é a relativa carência de vias de transporte em boas condições de uso.

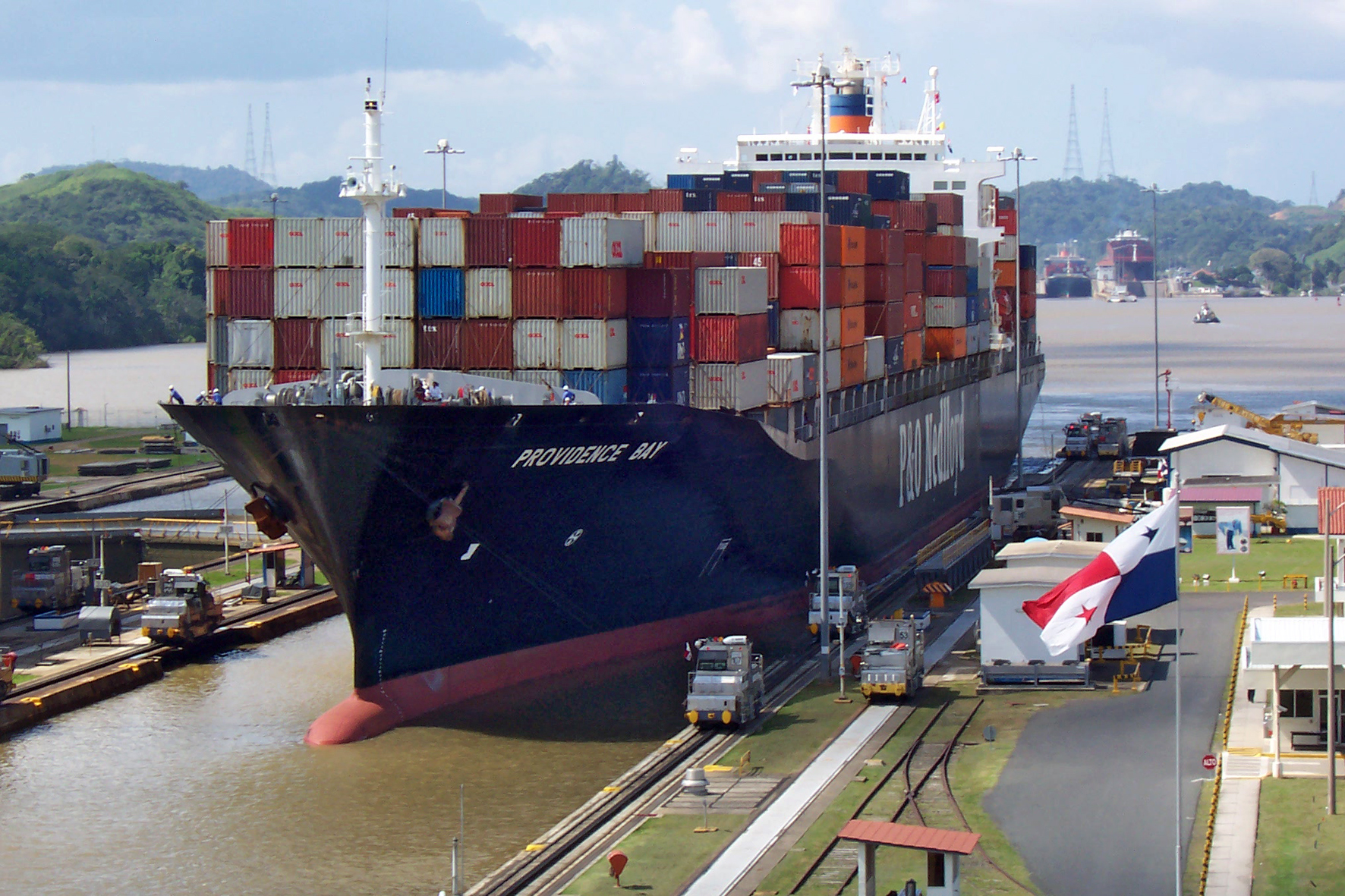
O Canal do Panamá, na República do Panamá, é uma importante rota comercial entre o Atlântico e o Pacífico. Na imagem, um Panamax na eclusa de Miraflores.

As dificuldades impostas pelo relevo; a tropicalidade dominante do clima, caracterizada por chuvas freqüentes; o predomínio de rios de planalto, dificultando a navegação; e a densidade da vegetação, quase intransponível em certos trechos, são fatores naturais que têm de ser vencidos. Mas é principalmente a ausência de recursos financeiros para a construção de modernos portos, grandes rodovias, comportas fluviais ou aeroportos modernos, que impede que essa parte do continente apresente uma densa malha de circulação.
Entre os países latino-americanos, os mais industrializados são, naturalmente, os mais bem servidos nessa área, ainda que em todos eles haja grandes deficiências quanto aos meios de transporte.
Na região mais densamente povoada da América do Sul e servida pela bacia dos rios Paraná, Paraguai e Uruguai (bacia Platina) vem sendo desenvolvida uma hidrovia que fará a interligação fluvial entre os quatro países do sudeste do continente.

## Cultura
A literatura latino-americana inclui as obras de escritores dos países americanos de língua espanhola e do Brasil.
A maioria dos compositores latino-americanos copiou o estilo musical europeu até o final do século XIX, quando criaram seu próprio estilo. O compositor brasileiro Antônio Carlos Gomes (1839-1896) usou temas indígenas em sua ópera O Guarani. O mesmo fizeram, posteriormente, outros compositores, inclusive o chileno Carlos Lavín, o peruano Daniel Alomías Robles (1871-1942), e o guatemalteco Jesús Castillo (1877-1946).
Na Bolívia, Equador, México, Peru e outros países latino-americanos parte da música mais característica vem diretamente dos índios. Parte da música latino-americana também mistura tristes melodias indígenas com alegres canções espanholas. O resultado é chamado música mestiça. Portugueses, índios e negros influenciaram a música no Brasil. No Caribe, a música negra e espanhola misturou-se para produzir a rumba e outras músicas típicas.
O público de todo o mundo aprecia a música de compositores latino-americanos de destaque, como o brasileiro Heitor Villa-Lobos (1887-1959) e o mexicano Carlos Chávez (1899-1978). Entre outros compositores importantes destacam-se: Alberto Williams (1862-1952), da Argentina, Enrique Soro (1884-1954) e Domingo Santa Cruz Wilson (1899-1987), do Chile, Manuel Ponce (1882-1948), do México, e Eduardo Fabini, do Uruguai. Os pianistas Guiomar Novaes (1895-1979), do Brasil, Claudio Arrau (1903-1991), do Chile, e a cantora de ópera Bidu Sayão (1902-1999), do Brasil, também atingiram fama internacional.
Muitas canções folclóricas latino-americanas servem tanto para cantar como para dançar. A América Latina tem muitas danças alegres e pitorescas, além dos famosos tango, rumba e samba. Uma delas é o pericón, da Argentina e Uruguai, em que diversos pares dançam em círculo. Há também o maxixe, a ciranda, o frevo, o coco e outras do Brasil. Durante o carnaval, os latino-americanos frequentemente constroem tablados para dançar nos jardins e praças públicas, além de isolarem certas ruas com cordas, com a mesma finalidade. Esta forma de expressão é uma parte importante da vida na América Latina. Os índios e negros que vivem no interior têm suas próprias danças que, quase sempre, são de caráter religioso. As danças formam uma parte importante dos festejos dos feriados.

### Belas artes

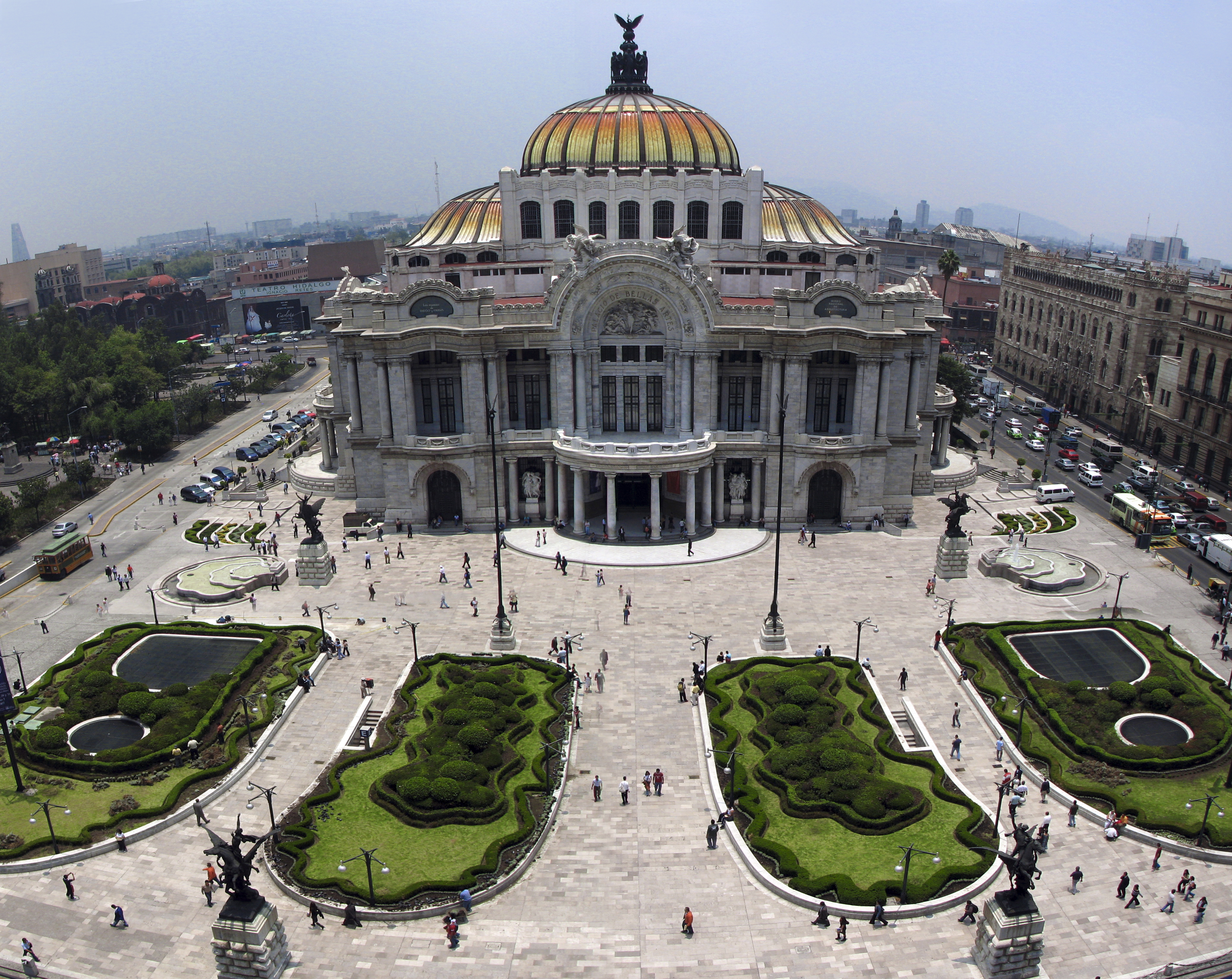
Palacio de Bellas Artes, na Cidade do México.

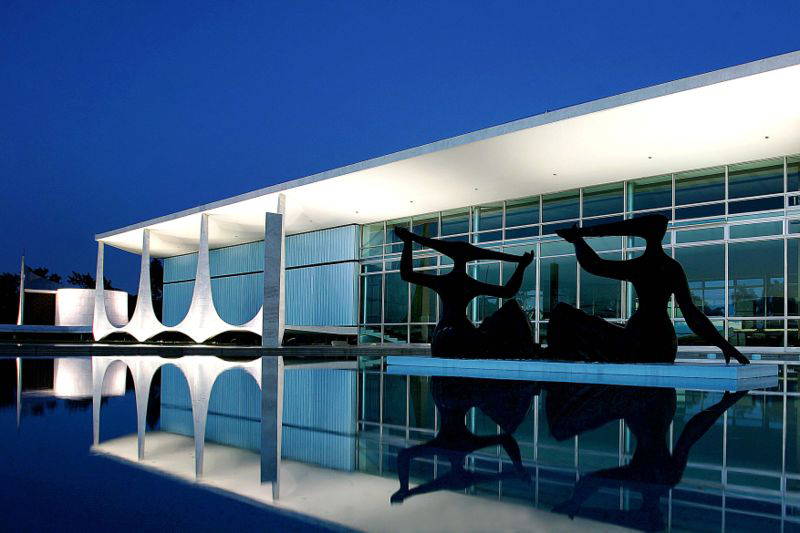
Palácio da Alvorada, em Brasília, obra do famoso arquiteto brasileiro Oscar Niemeyer.

Os espanhóis incentivaram a arte logo após a conquista da América Latina. Abriram uma escola de arte na Cidade do México, em 1530 e, logo após, uma outra em Quito, no Equador. Durante o período colonial, os artistas geralmente pintavam quadros sobre temas religiosos. Depois que as nações latino-americanas tornaram-se independentes, muitos artistas foram para a Europa aperfeiçoar seus estudos. Até meados do século XX, perdurou uma fase de imitação dos estilos europeus. Foi então que os artistas latino-americanos voltaram-se para temas americanos e criaram seus próprios estilos.
O pintor argentino Prilidiano Pueyrredón (1823-1870) tomou-se famoso pelos quadros que retratavam a vida dos gaúchos. Os murais revolucionários de Diego Rivera (1886-1957), José Clemente Orozco (1883-1949), e David Alfaro Siqueiros (1898-1974) expressam a história do México e a luta da humanidade pela liberdade. Camilo Blas (1903-1985) e Júlia Codesido (1892-1979) pintam cenas peruanas. Um importante grupo do Haiti baseia seus trabalhos no folclore e na vida diária dos negros.
O artista brasileiro Cândido Portinari (1903-1962) pintava cenas que retratam o brasileiro comum, o povo. Há um mural de sua autoria no edifício da Organização das Nações Unidas, em Nova Iorque. Muitos índios da América Latina eram excelentes escultores muito antes que os brancos chegassem ao hemisfério ocidental. Painéis esculpidos na pedra e imensas colunas com formas de serpentes ou de figuras humanas decoram antigas edificações índias, em muitas partes da América Latina. Os trabalhos mais importantes do período colonial foram as esculturas em pedra e as imagens religiosas esculpidas em madeira e pintadas em dourado, que eram usadas para decorar as igrejas. O escultor e arquiteto brasileiro Antônio Francisco Lisboa (1730-1814), que tinha a alcunha de "O Aleijadinho", foi o criador de excelentes esculturas durante este período. Atualmente, o trabalho da escultora boliviana Marina Núñez del Prado (1910-1995) está entre o que há de melhor na América Latina.
Ainda existem, na América Latina, edificações erguidas por arquitetos índios centenas de anos antes da conquista europeia. Os astecas, toltecas e maias construíram grandes templos de pedra no topo de enormes pirâmides no México e na América Central. Os incas eram excelentes construtores. Suas edificações na América do Sul são tão resistentes que até hoje mantêm-se firmes, suportando violentos terremotos que causam graves danos a edifícios modernos. As igrejas e catedrais, geralmente construídas no trabalhado estilo espanhol dos séculos XVII e XVIII, representam a arquitetura mais importante do período colonial da América Latina, O brasileiro Oscar Niemeyer (1907-2012) projetou muitos edifícios notáveis, no Brasil, desde 1937. Foi o principal arquiteto-projetista das edificações de Brasília. Muito antes da chegada de Cristóvão Colombo à América, os índios da América Latina já eram excelentes artesãos em barro, metal e tecelagem. Ainda fazem coloridas peças de cerâmica e artigos tecidos à mão, além de peças em cobre, prata e estanho.

### Filosofia
A filosofia latino-americana é uma categoria abrangente e de usos diversos que começou a ser elaborada enquanto um ramo distintivo da história da filosofia na segunda metade do século XX. Foi o filósofo peruano Augusto Salazar Bondy que lançou, em 1968, o notório questionamento “existe uma filosofia em nossa América?”. Igualmente, pode significar uma filosofia na América Latina, como também uma filosofia por latino-americanos; o termo por vezes inclui, e outras vezes exclui, países de herança não-ibérica na América do Sul ou no Caribe. A origem do ensino e exercício da filosofia na américa latina é comumente situada na fundação das primeiras instituições coloniais de educação, apesar da crítica descolonial recente que busca retomar e revalorizar os fragmentos de pensamento filosófico pré-Colombiano, como também o pensamento de sociedades indígenas contemporâneas. A filosofia na América Latina é historicamente influenciada pelas correntes intelectuais europeias, principalmente continentais.

### Continentes e regiões
- América do Norte
- América Central
- América do Sul
- Américas
- Caribe

### História
- Agustín de Itúrbide
- Astecas
- Chibchas
- Cristóvão Colombo
- Era dos Descobrimentos
- Escravidão na América Latina
- Fernão de Magalhães
- Francisco Morazán
- Francisco Pizarro
- Guerra Hispano-Americana
- Incas
- José de San Martín
- Maias
- Pedro Álvares Cabral
- Simon Bolívar
- Toltecas

### Economia
- Lista de países latino-americanos por PIB PPC
- Lista de países da América Latina e Caribe por crescimento do PIB
- Lista de países da América Latina e Caribe por índice de inflação

### Relações internacionais
- Aliança para o Progresso
- Guerra do Chaco
- Guantánamo
- Doutrina Monroe
- Canal do Panamá
- Franklin Delano Roosevelt
- Mercosul
- Política da Boa Vizinhança
- Organização dos Estados Americanos
- Sistema Econômico Latino-Americano
- Parlamento Latino-americano
- União de Nações Sul-Americanas

### Miscelânea
- Cinema latino-americano
- Gaúcho
- Indumentária
- Língua castelhana
- Literatura da América Latina
- Povos indígenas da América
- Rodovia Panamericana
- Tourada